# Interaction Qui
Interaction Qui est un duo d’artistes québécois créé officiellement en 1982. Il se manifeste publiquement le 23 janvier 1983 lors de l’exposition collective Où au centre d’artiste Langage Plus à Alma (Québec, Canada). Le manifeste Action de 1980 est cependant le point de départ des intentions artistiques d’Alain Laroche et de Jocelyn Maltais d’œuvrer en collectif au sein de leur communauté. Les dix premières années de production artistique d’Interaction Qui adoptent un point de vue écologique et critique cherchant une voie constructive à leurs interventions sur le territoire culturel du Saguenay—Lac-Saint-Jean. Interaction Qui devient une organisation a but non lucratif (OBNL) en 1989, afin de faciliter le travail avec les différents groupes sociaux avec lesquels il collabore à la réalisation d’œuvres d’art social.  Événement-Ouananiche (1995 — 2015), œuvre majeure du duo d’artistes, leur permet d’expérimenter le concept d’action performative comme geste d’art intégré à la vie des communautés. Le duo d’artistes Interaction Qui a mis fin à ses activités en art social le 30 septembre 2015. Sous le nom de IQ L'Atelier, l’organisme Interaction Qui Ltée poursuit sa mission de valorisation et de soutien des artistes œuvrant en art social.

## Biographie artistique

### Alain Laroche (1949 — 1980)
Né à Saint-Hyacinthe au Canada (Québec) le 23 octobre 1949.  Alain Laroche poursuit ses études artistiques en peinture à l’École des beaux-arts de Québec entre 1968 et 1972. C’est dans cette institution qu’il rencontre Jocelyn Maltais et Alain Paradis, deux artistes du Saguenay—Lac-Saint-Jean. Cette rencontre déterminante, le conduit dans cette région en 1972 pour enseigner les arts plastiques dans une école de niveau secondaire de la Commission scolaire du Lac-Saint-Jean.  Il réside à Alma. En 1976, il enseigne les arts plastiques au Collège d’Alma en compagnie de Jocelyn Maltais et Alayn Ouellet. En 1978, le trio met en place une salle d’exposition appelée Salle Tremblé en l'honneur du peintre régional Léo-Paul Tremblé et fondent avec Alain Paradis et Madeleine Dorée en 1979 l’organisme Langage Plus, un centre d’artistes autogéré qui a comme mission la production et la diffusion de l’art actuel. Il tient 3 expositions de peinture. La première Sous le signe du poisson, 1978, la seconde Par delà l’image, 1979 et la troisième Triangulation, 1982. Il participe à l’atelier d’art sociologique donné par Hervé Fischer et Alain Snyers dans le cadre du Symposium international de sculpture environnementale de Chicoutimi en 1980,.

### Jocelyn Maltais (1947 — 1980)
Né à Alma au Canada (Québec) le 12 novembre 1947. Jocelyn Maltais poursuit ses études artistiques en sculpture à l’École des beaux-arts de Québec entre 1968 et 1972. Jocelyn Maltais enseigne les arts plastiques en 1972 dans une école secondaire de la Commission scolaire du Lac-Saint-Jean. En 1974, il rejoint Alayn Ouellet au Collège d’Alma pour enseigner les arts plastiques. En 1980, il participe avec Alain Paradis et Alain Laroche à l’exposition collective fondatrice de Langage Plus, Objet Témoin. Cet événement met en relief une approche nouvelle de l’art soit la présentation d’installations dont le langage multidisciplinaire introduit de nouveaux paramètres d’interprétation. C’est dans cet état d’esprit, que Jocelyn Maltais prépare une action performative nommée Intervention 58, œuvre qui s’intègre au Festival de performance du Symposium international de sculpture environnementale de Chicoutimi en 1980.

## Historique

### Formation du duo d'artistes Interaction Qui
Alain Laroche et Jocelyn Maltais sont 2 artistes pédagogues qui ont partagé pendant plus de trente ans, au Collège d’Alma, un univers éducatif qu’ils voulaient créatif. L’innovation technologique et l’expérimentation de nouveaux matériaux ont à la fois participé à leur enseignement des arts plastiques et à la réalisation d’œuvres novatrices sur le plan logistique et technique. Le travail collectif impliquant les artistes et les étudiants a été une stratégie de création tout le long de leur carrière d’artistes et d’enseignants. C'est dans cette logique que le duo d’artistes se donne un nom évacuant l’idée de l’artiste seul maître d’œuvre d’une création et d’une réalisation artistique. Le mot Interaction suppose un échange et un partage des responsabilités et Qui interroge à la fois l’auteur, l’événement d’art et le public-auteur tant qu’à leur place dans le système de production/diffusion de l’art. Sous l’appellation Interaction Qui (1982), les artistes Alain Laroche et Jocelyn Maltais placent devant eux l’œuvre à faire collectivement,. Une série d’événements artistiques majeurs sont les assises de leur pratique. Il s'agit du manifeste Action 80 (1980), d'Intervention 58 (1980) et d'Une rue ARTfaire (1981). C’est officiellement le 23 janvier 1983, lors de l’exposition collective OÙ tenue au centre d’artiste Langage Plus, que Interaction Qui écarte la forme d’art traditionnelle et institutionnelle pour s’engager dans une forme citoyenne et territoriale de l’art. L’œuvre qui a été présentée NOUS DÉCLARONS La salle tremblé PLAFONNÉE marque cette rupture. En 1989, il fonde avec Raymond-Marie Lavoie (1944-2017) l'organisme culturel Interaction Qui Ltée. Le duo d’artistes Interaction Qui a mis fin à ses activités en art social le 30 septembre 2015.

### Fondation de l'organisme Interaction Qui Ltée

#### Création
L'organisme Interaction Qui Ltée a été enregistré le 24 août 1989 comme organisme à but non lucratif selon la partie 3 de la Loi des compagnies du gouvernement du Québec.

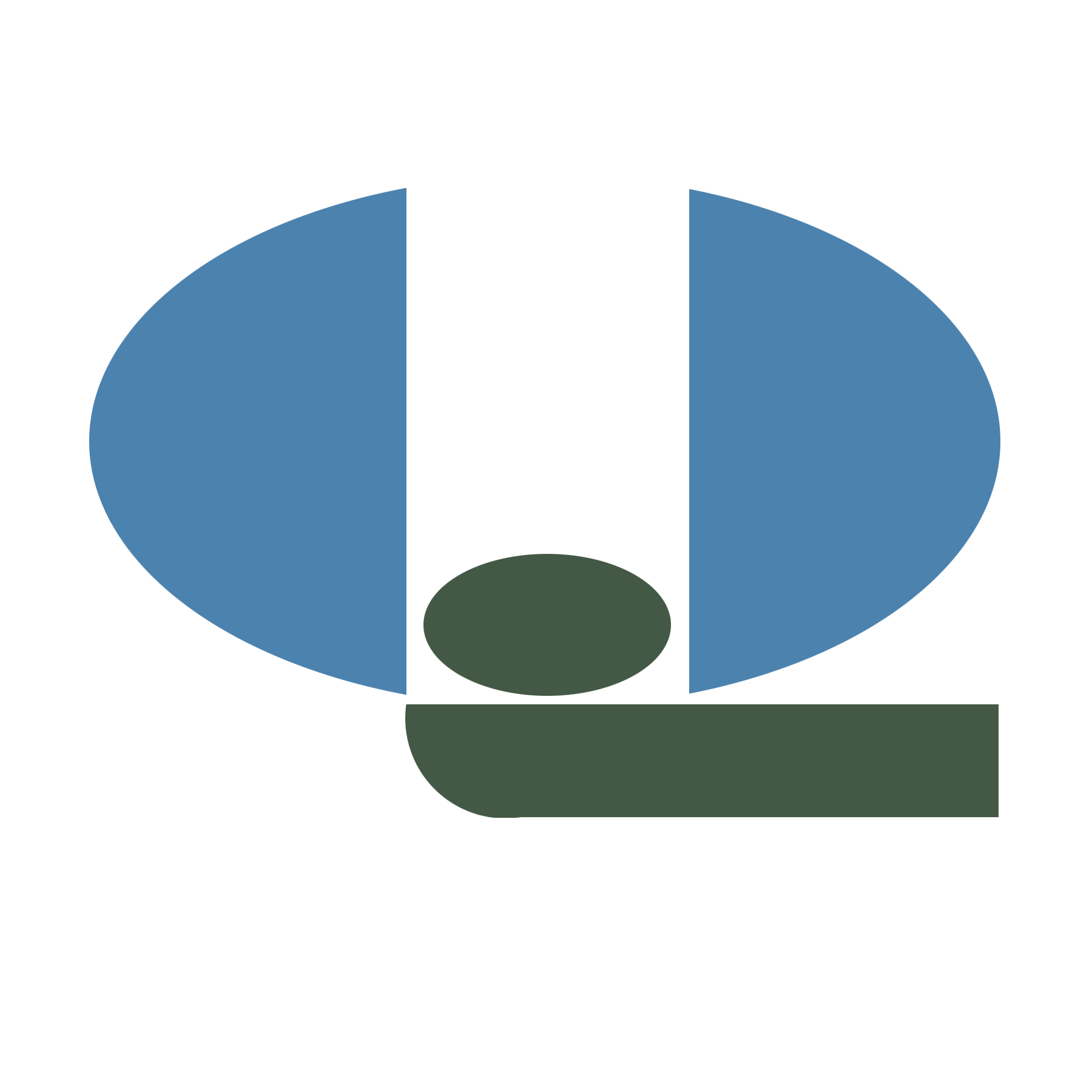
Logo de Interaction Qui Ltée

#### Mission
Interaction Qui Ltée soutient la production de tous les artistes créant dans un contexte communautaire. Les artistes en résidence sont invités à rencontrer différents milieux sociaux afin de créer avec eux des événements artistiques collaboratifs et participatifs. Le résultat de ce travail se traduit en action performative (art action) et/ou en installation interactive.

#### Champ d'action
Interaction Qui Ltée est basé à Alma (Québec, Canada). Son territoire d'action est la région Saguenay—Lac-Saint-Jean, un espace de 95 900 km2 où habitent 275 000 personnes et comportant 49 municipalités à majorité rurales (moins de 2 500 habitants) en 2016 . Les projets que l'organisation produit, associent la communauté à une démarche artistique utilisant les ressources du milieu comme le patrimoine, les savoir faire singuliers, les traits historiques et géographiques des lieux.
Interaction Qui Ltée opère  entre1996 et 2015, le Portail Arts et Culture Saguenay—Lac-Saint-Jean dont la mission consiste à :
- Créer des portfolios pour tous les artistes œuvrant dans la région Saguenay—Lac-Saint-Jean
- Soutenir la diffusion d’œuvres de collaboration émergeant des artistes et de la communauté.
- Diffuser l’information des partenaires artistiques et culturels (événements, festivals, expositions, concerts)[19].

#### Projets
- Événement Ouananiche (1990—2015)
  1. Tacon Cailloux
  2. Tacon Commémoratif
  3. Tacon Forum
  4. Tacons Sites

## Enseignement, création et technologies
Les technologies ont toujours été très présentes dans leur création mais aussi dans leur enseignement. Le photocopieur est un outil de création dans les ateliers d’arts plastiques du Collège d’Alma dès 1980. Il est le prétexte à la production de Un gallon de xérographies (1980) et de Une rue Artfaire (1981). En 1982, Jocelyn Maltais, alors à la direction de la production du centre d’artistes Langage Plus, fait la découverte d’un téléscripteur et d’un photolaser dans les bureaux d’un journal local, c’est l’élément déclencheur du projet Lasart (1982),. La même année, il utilise un niveaulaser pointant dans un mouvement circulaire les murs de la Salle Tremblé (Langage Plus) où il présente son exposition Pointe d’appel (1982). Alain Laroche s’intéresse aux ordinateurs et à la télématique et plus spécifiquement au vidéotex (1985 — 1993). Il s’en servira pour des recherches expérimentales en vidéo (1986) et une installation télématique lors d’une exposition collective à la galerie l’Œuvre de l’autre de l’Université du Québec à Chicoutimi (1995). L’arrivée de Raymond-Marie Lavoie a été déterminante pour l’organisme Interaction Qui (1990). Il prend en charge le développement de la télématique à l’aide d’un babillard électronique et en 1996 ouvre le Portail Arts et Culture Saguenay—Lac-Saint-Jean sur Internet. En 1990, cette technologie est employée par les enseignants et les étudiants d’arts plastiques du Collège d'Alma pour leurs communications. Toute cette expertise technologique vient bouleverser le programme d’arts plastiques traditionnels qui devient Arts et technologie Informatisée (1993). Alain Laroche développe un réseau d’arts interactifs sur le babillard électronique (1990 — 1993),. Avec Carol Dallaire, artiste québécois en estampe numérique, c'est Histoire d'I.L., une envolée épistolaire et infographique sur le réseau d'art interactif (1994). De 1995 à 2006, il développe un cours d’art réseau en mettant en synergie le babillard électronique et Internet,. Les recherches menées par le duo d’artistes Interaction Qui et des scientifiques de l’Université du Québec à Chicoutimi concernant le projet Événement Ouananiche débouchent sur des expériences artistiques de télédétection avec le satellite Landsat (1990-1991). Ce qui marquera le lancement du projet Événement Ouananiche en 1995.

### Événements artistiques (1983 — 1989)

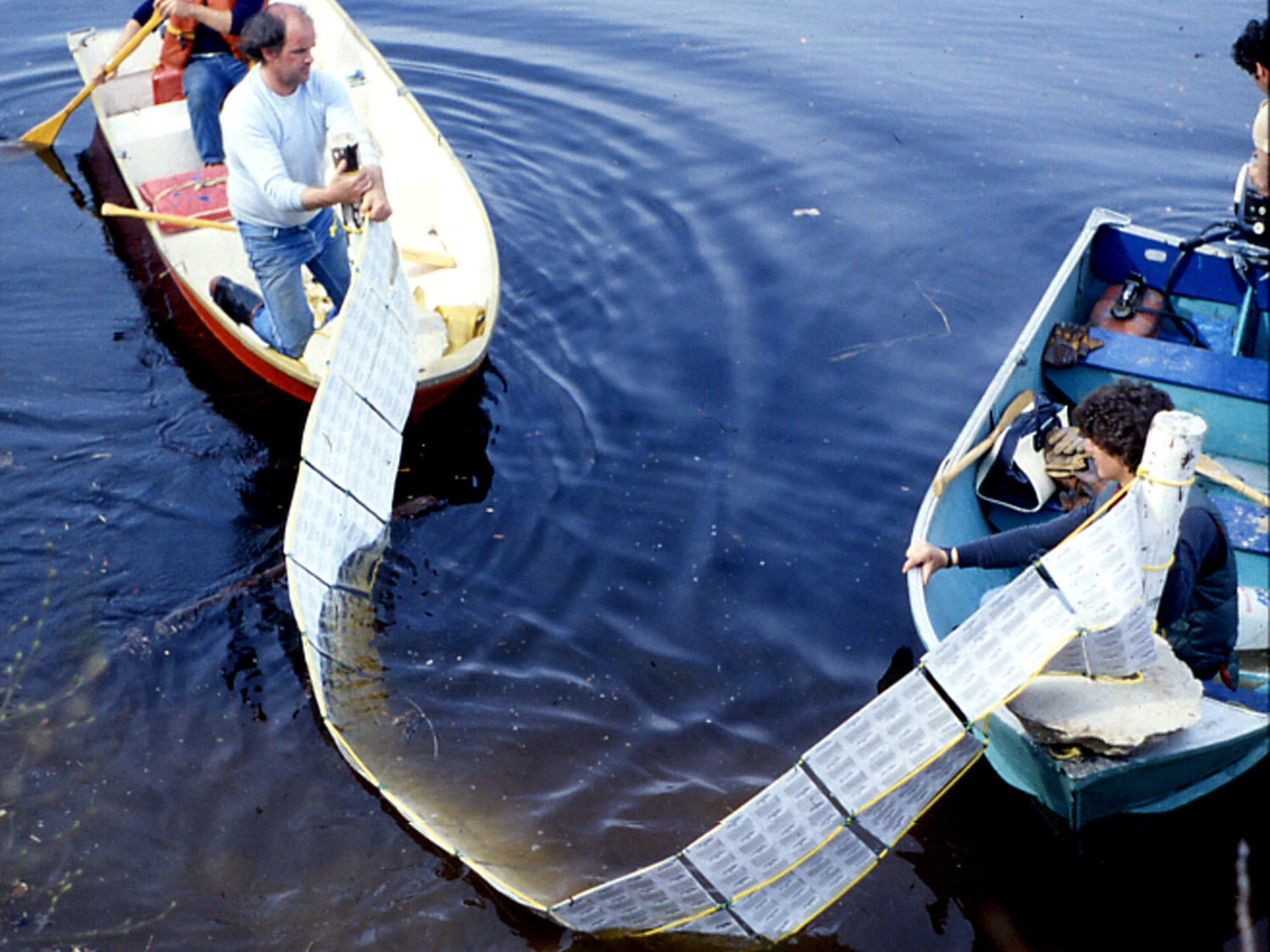
Pointe d'appel (Maltais et un collectif d'étudiants, 1983)
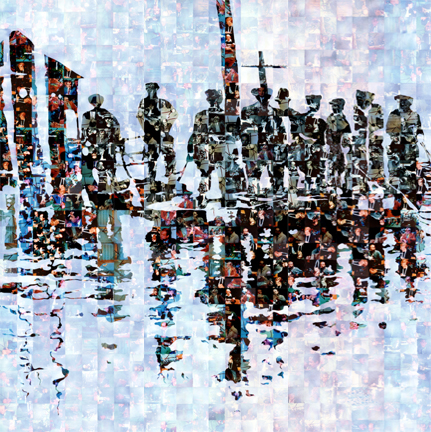
La noyade de Maria Chapdelaine (Laroche, 1985)
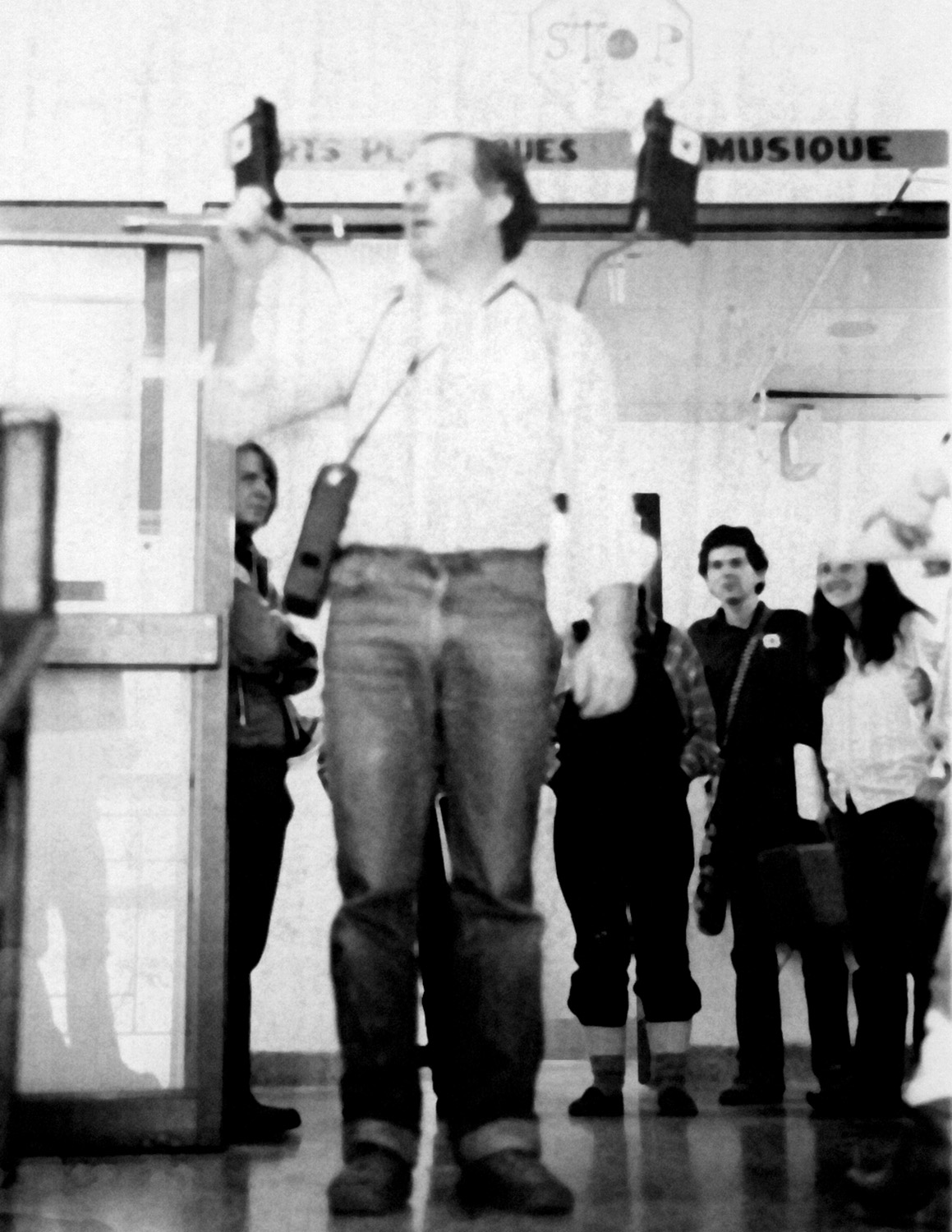
Le crabe (Maltais, 1985)
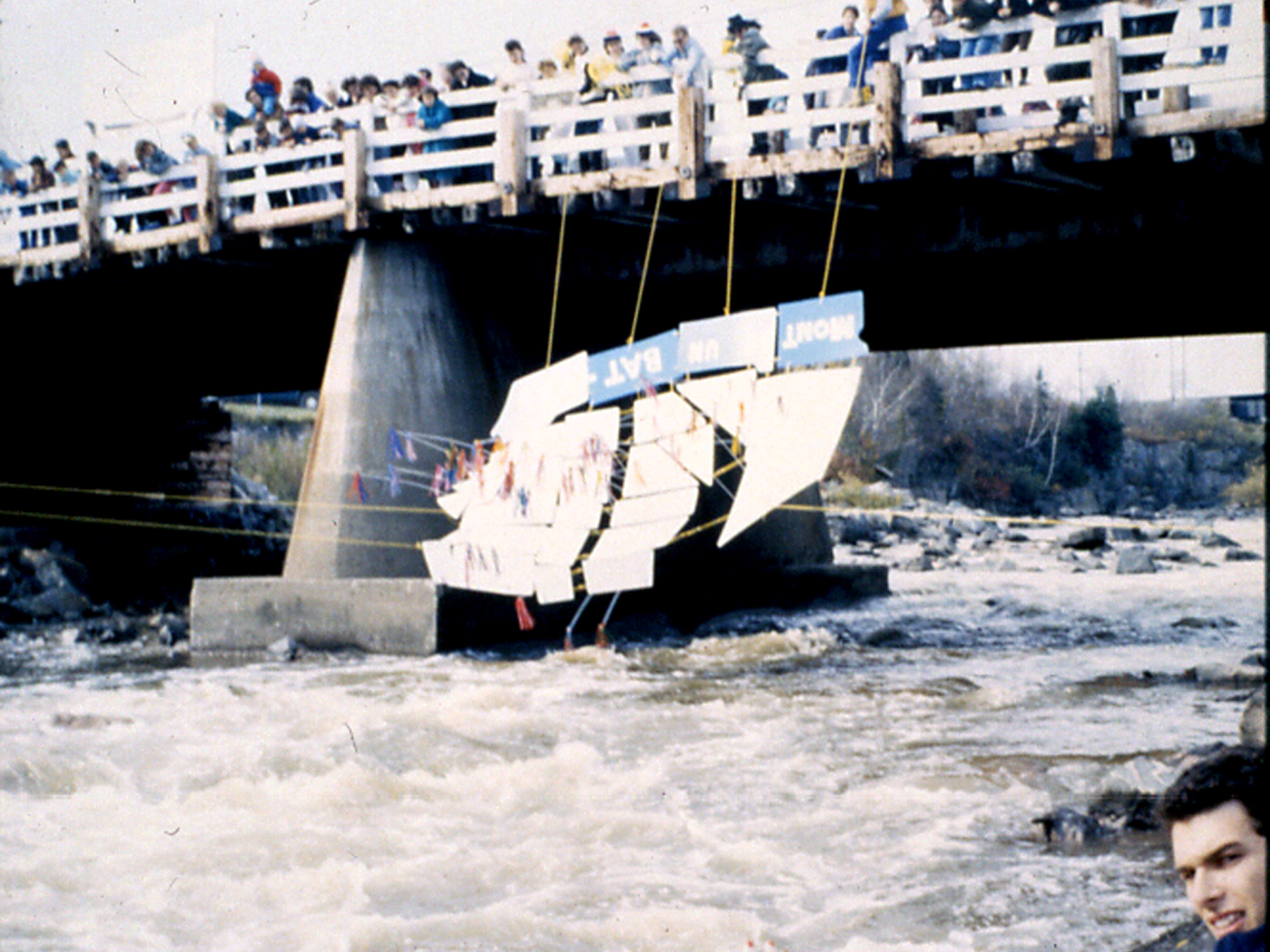
Monter un bât-EAU (Interaction Qui et un collectif d'étudiants, 1987)

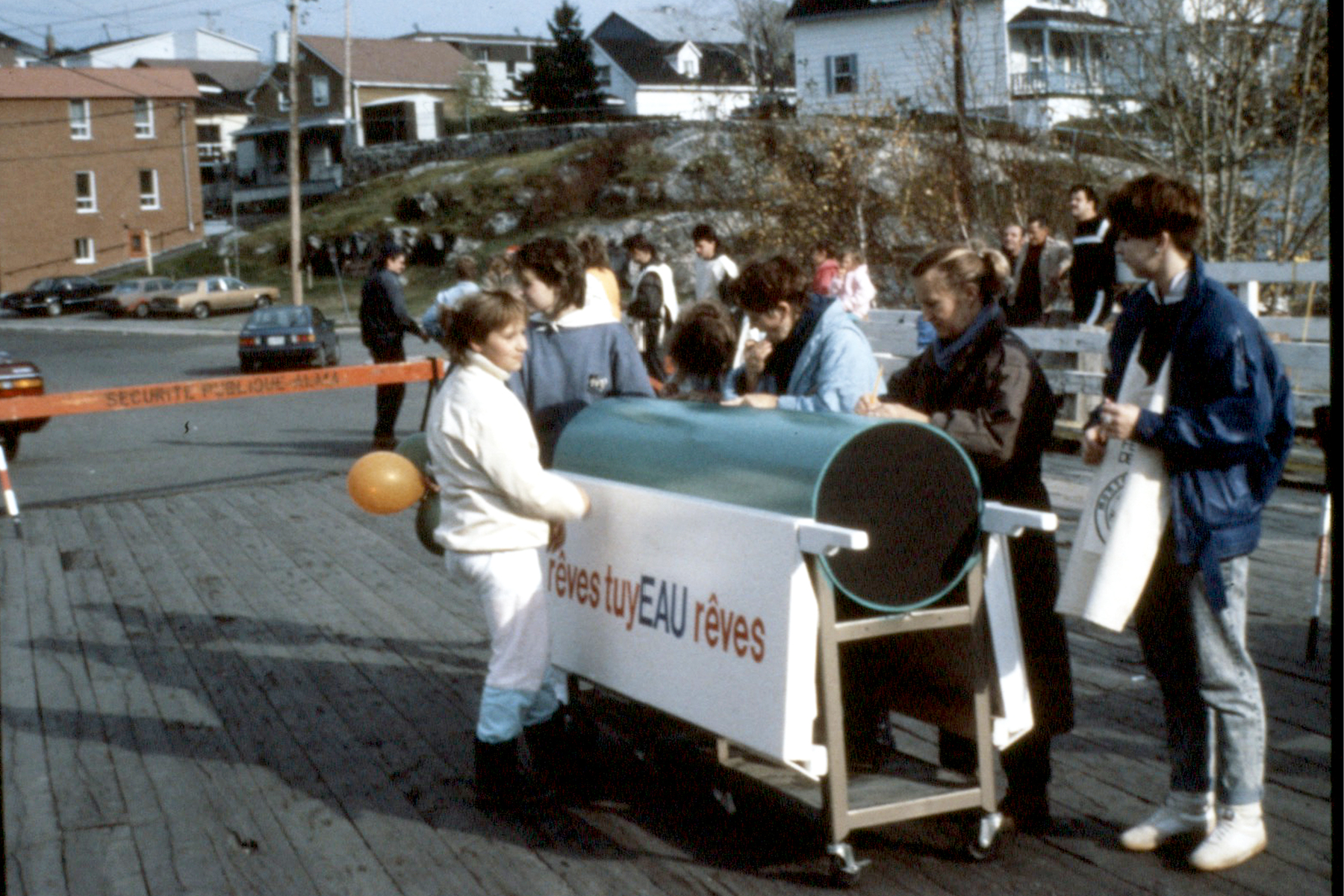
Rêve Tuyau Rêve (Interaction Qui, 1987)
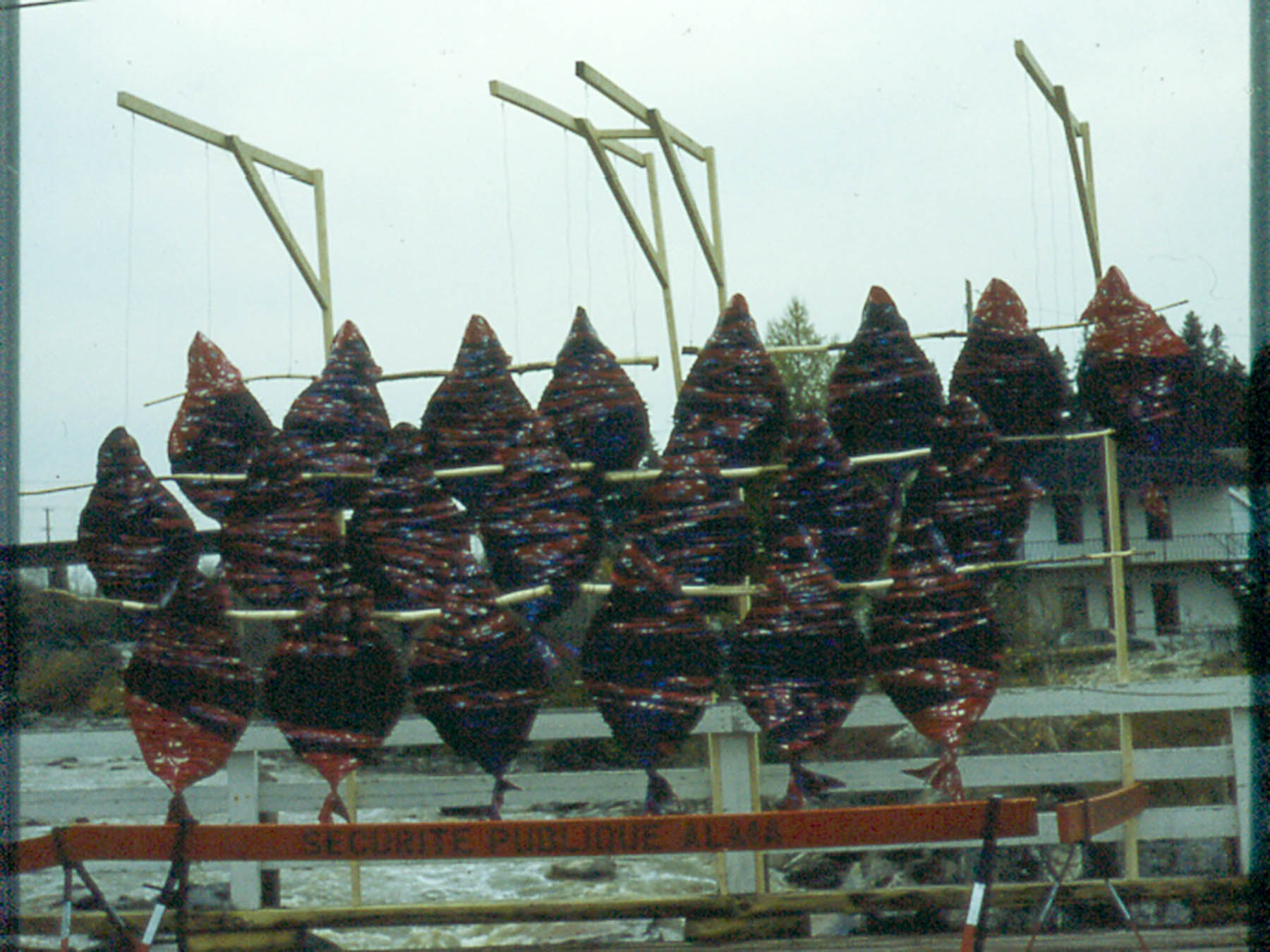
Peaux de ouananiche (Laroche, 1987)
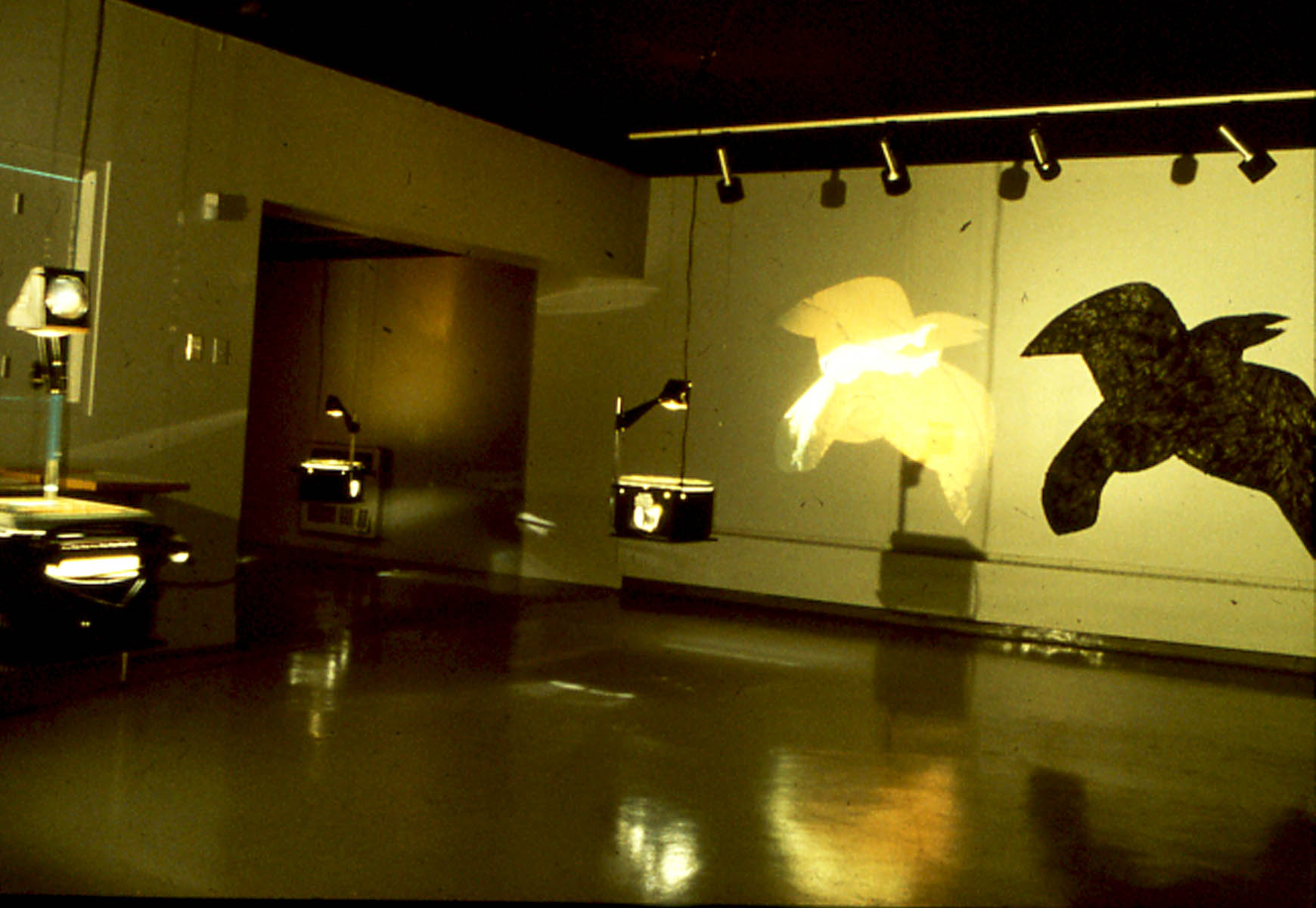
Scènes mythiques (Laroche, 1988)

## Fondement de leur pratique d’art social

### Manifeste Action 80
Au printemps 1980, Alain Laroche, Jocelyn Maltais et Alain Paradis réalisent une action artistique devant 3 lieux à caractère économique de ville d’Alma. Chaque action utilise une cible, le tir à l’arc et la forme triangulaire. Tout est photographié afin de fournir la matière première à un photomontage réalisé par Alain Paradis. Alain Laroche se charge de la rédaction d’un texte porteur de changement des pratiques artistiques,. Voici ce que le sociologue de l’art Guy Sioui Durand en dit : « En signant le Manifeste/Action en 1980, le duo d'artistes pose les jalons d'une aventure artistique locale qui change irrémédiablement leur conception et leur pratique de l'art. Il faut parler ici d'un Manifeste/Action dans la mesure où sa conception, sa cohésion et sa diffusion passent par Action 80, une performance de tirs à l'arc dans des cibles circulaires. La circularité sera encore à la base d'Intervention 58 et d'un des ateliers d'art sociologique dans la cité d'Alma à l'intérieur duquel Alain Laroche sera un rouage déterminant. »

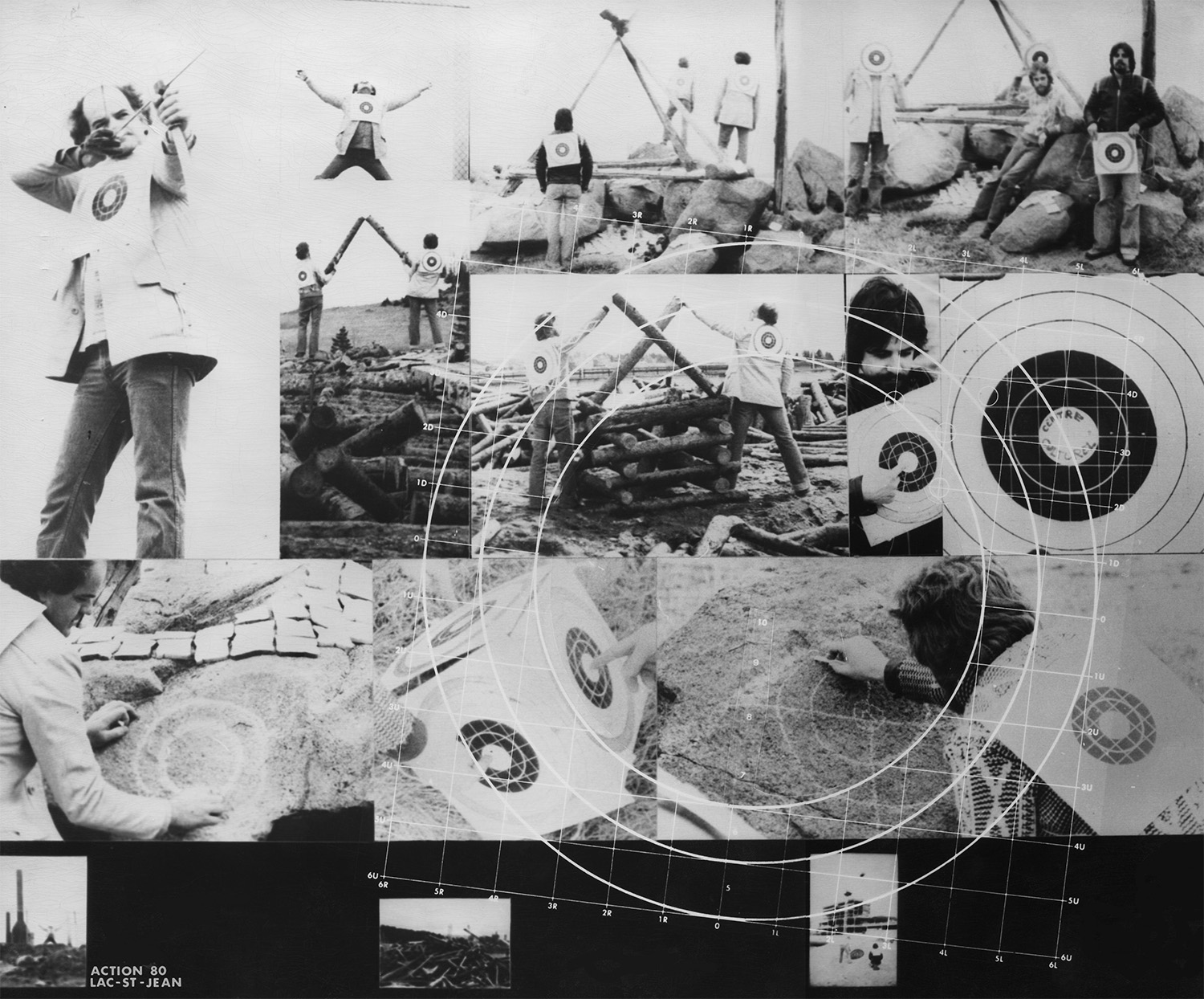

### Intervention 58 et sculpture sociale
À l’été 1980, Jocelyn Maltais réalise Intervention 58, premier monument à l’écologie où l’artiste recycle la fontaine du centenaire de ville d’Alma devenue inopérante, procède à une action performative dénonçant la pollution de la rivière Petite Décharge, et accompagné par des groupes communautaires de ville d’Alma, réalise une plantation d’arbres,afin de restaurer l’équilibre écologique,.

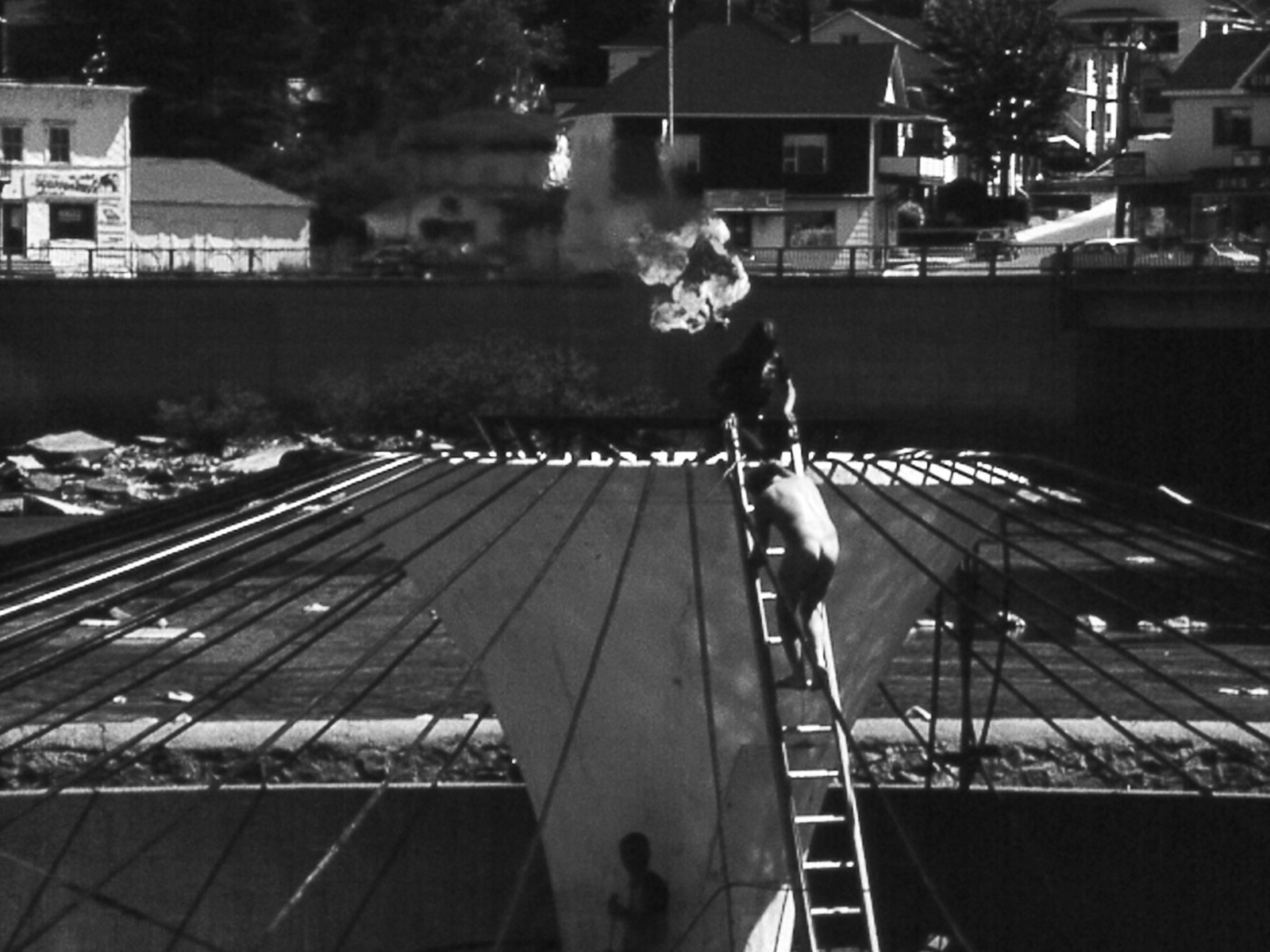
Jocelyn Maltais procédant à l'action performative Intervention 58 sur la fontaine du centenaire d'Alma devenue inopérante à cause de la pollution de la rivière.
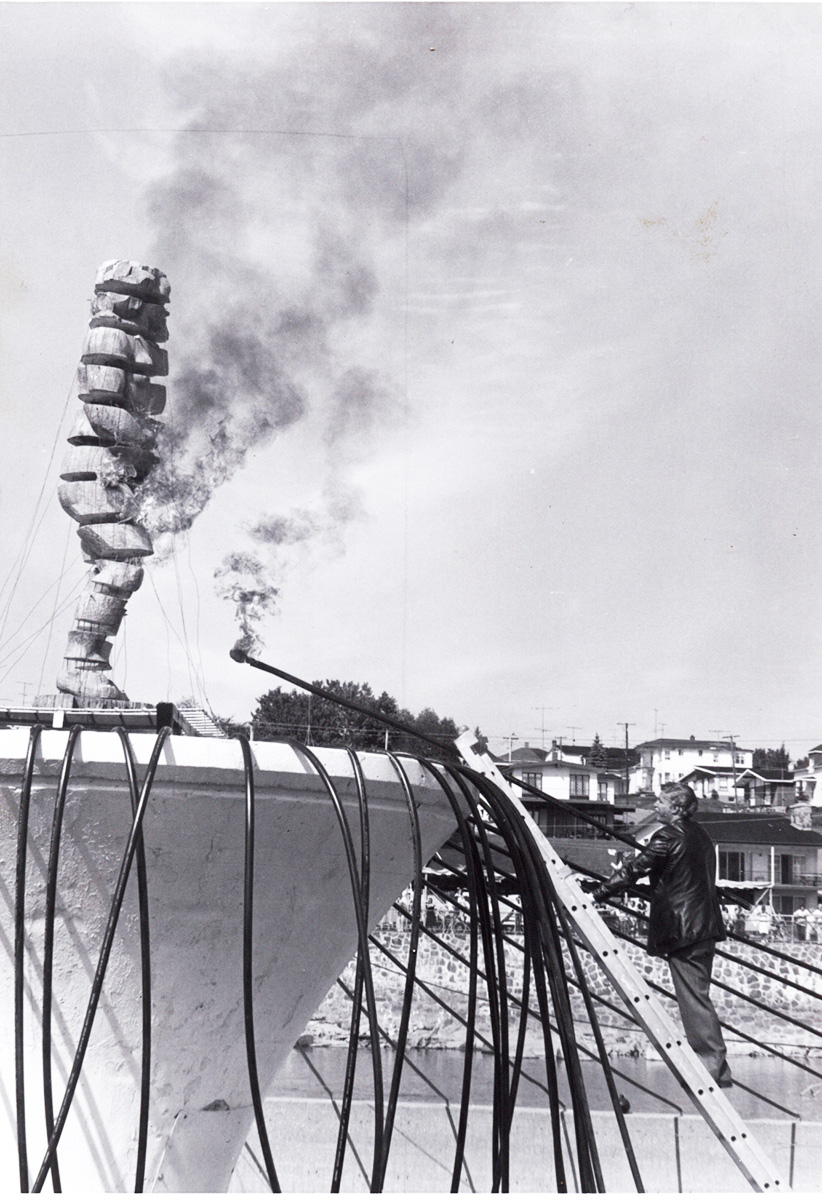
Le ministre de l'environnement du Québec M. Marcel Léger (homme politique, 1930-1993) met le feu au pollueur symbolique.
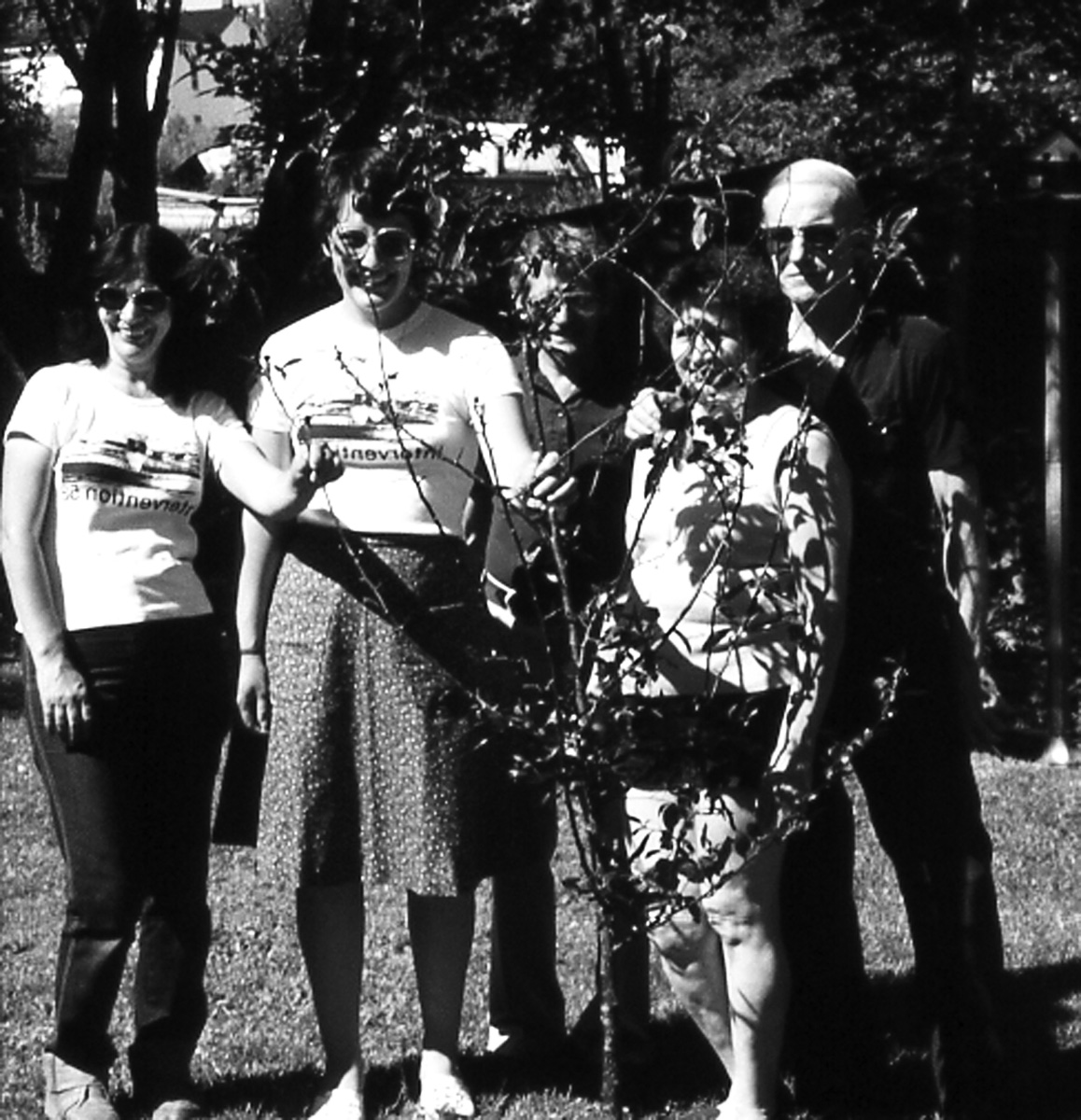
Plantation d'arbres réalisée par un groupe communautaire pendant Intervention 58.
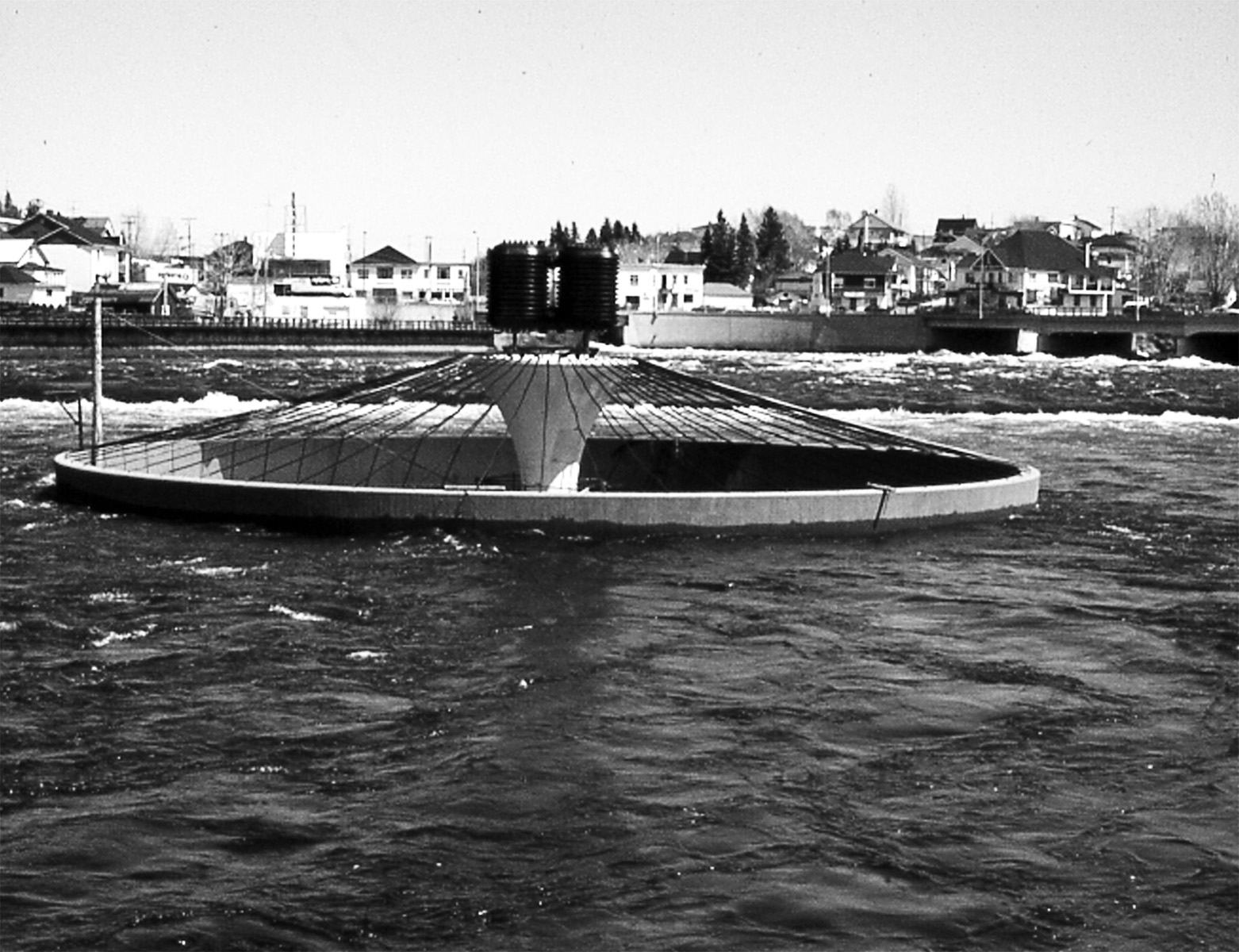
La fontaine recyclée après l'action performative de Jocelyn Maltais. Les fosses septiques installées sur la fontaine ont été enlevées en 1987 à la suite de la dépollution de la rivière Petite Décharge à Alma.

Lors des ateliers d’art sociologique donnés par Hervé Fischer et Alain Snyers dans le cadre du Symposium de sculpture environnementale de Chicoutimi en 1980, Alain Laroche et Alain Paradis réalisent Sculpture sociologique dans un centre d’achat de ville d’Alma. Un dispositif simple : une carte routière de ville d’Alma et des environs, un marteau, des petits clous, des ficelles rouges, vertes et jaunes. Ils demandent aux gens de tracer leur parcours soir et matin entre leur domicile et leur lieu de travail à l’aide d’une ficelle, rouge pour le secteur primaire, vert pour le secteur secondaire et jaune pour le secteur tertiaire. Lentement, s’est dessiné sur la carte le mouvement des citoyens dans la ville et les a questionnés sur l’utilité d’un transport en commun (écologie et économie).

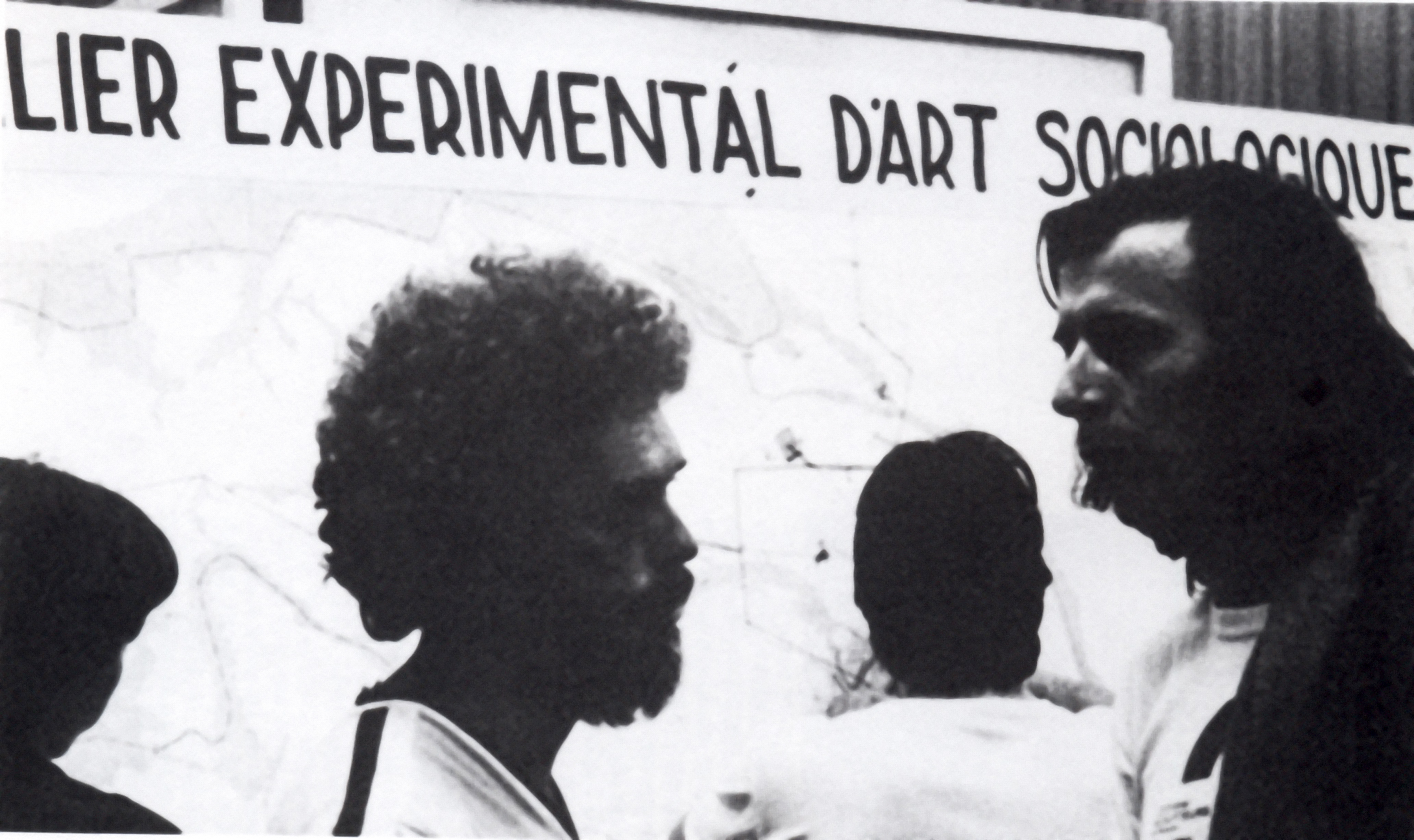
Alain Laroche (Interaction Qui) Hervé Fischer (Art sociologique) discutant du projet sculpture sociologique à Alma en 1980.

### Une rue ARTfaire

#### Production d'affiches

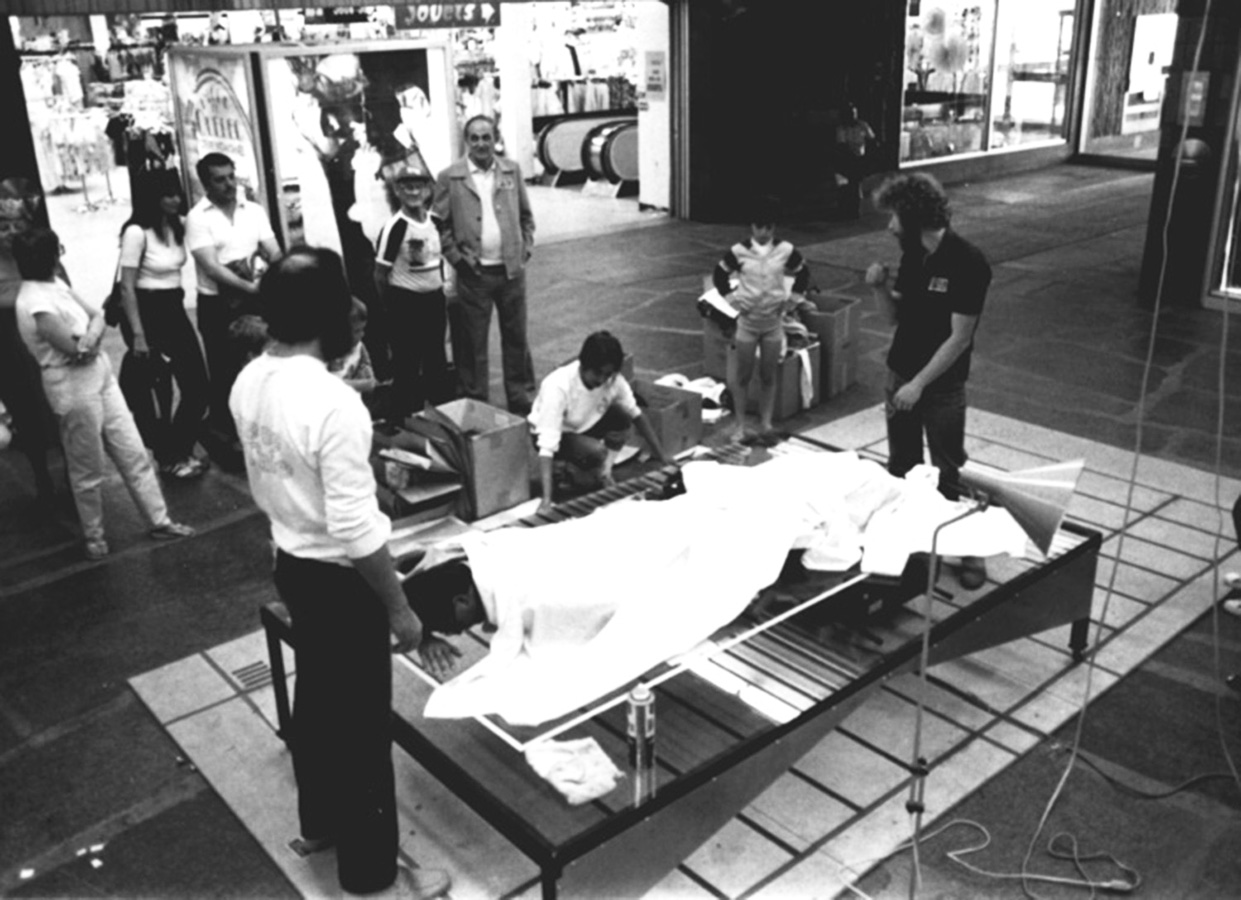
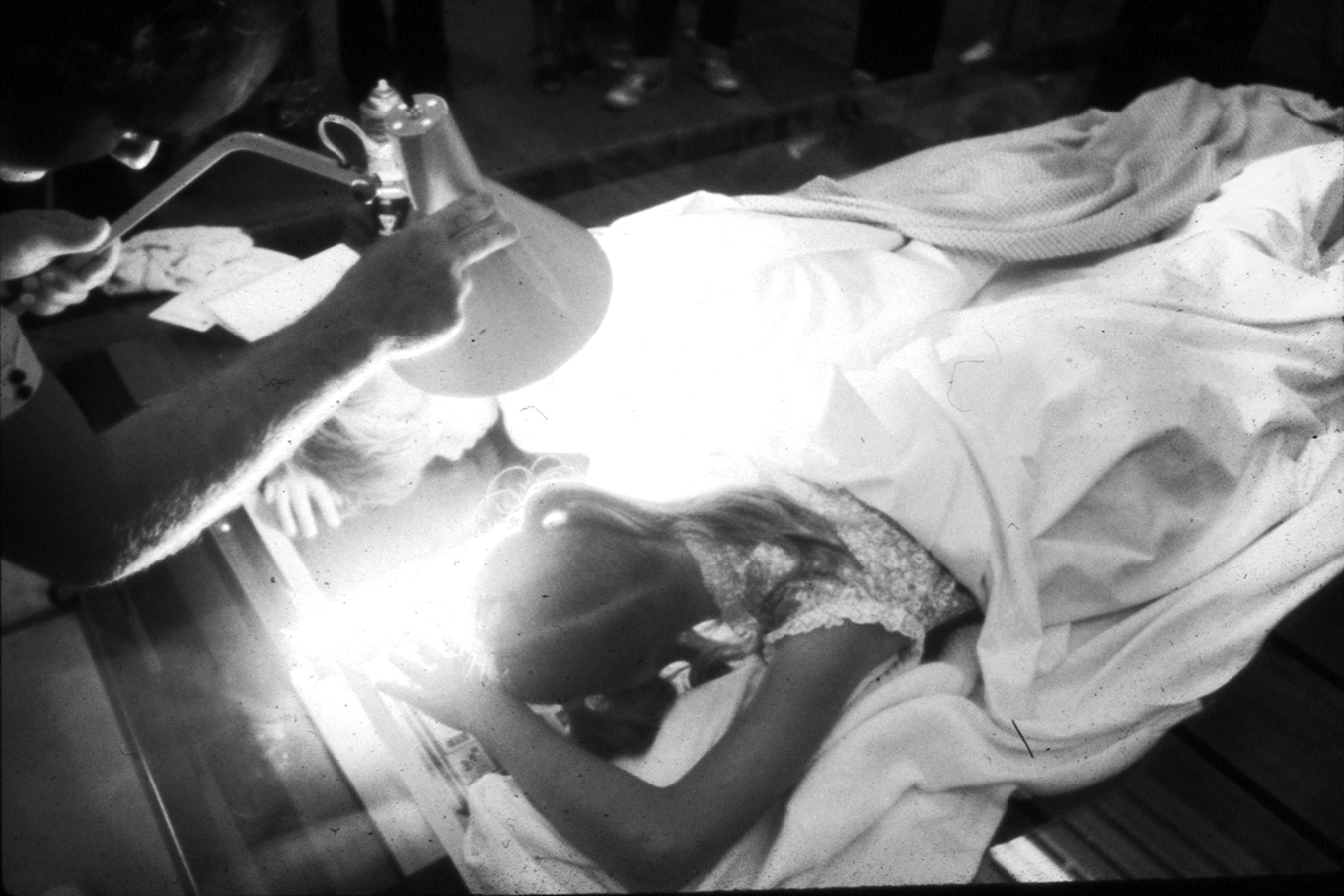
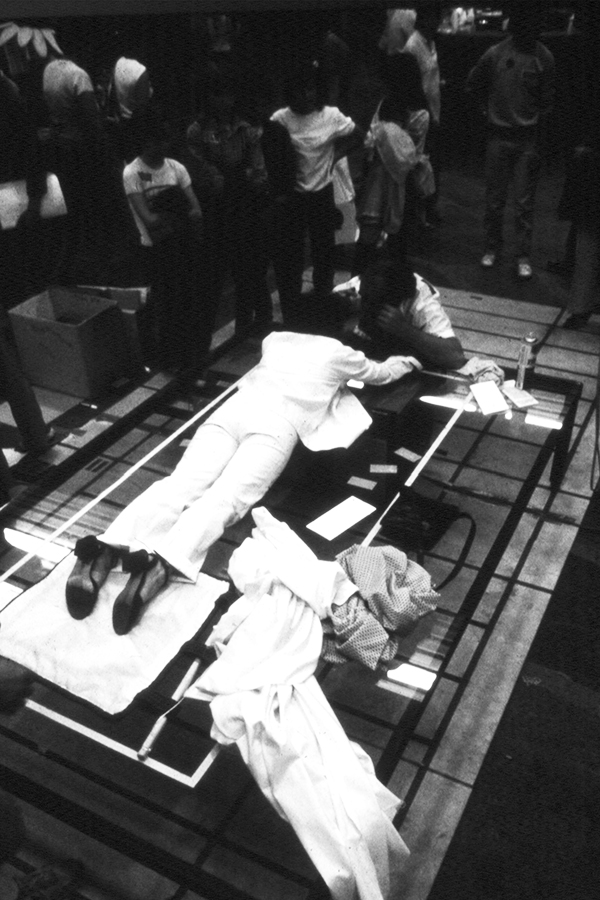
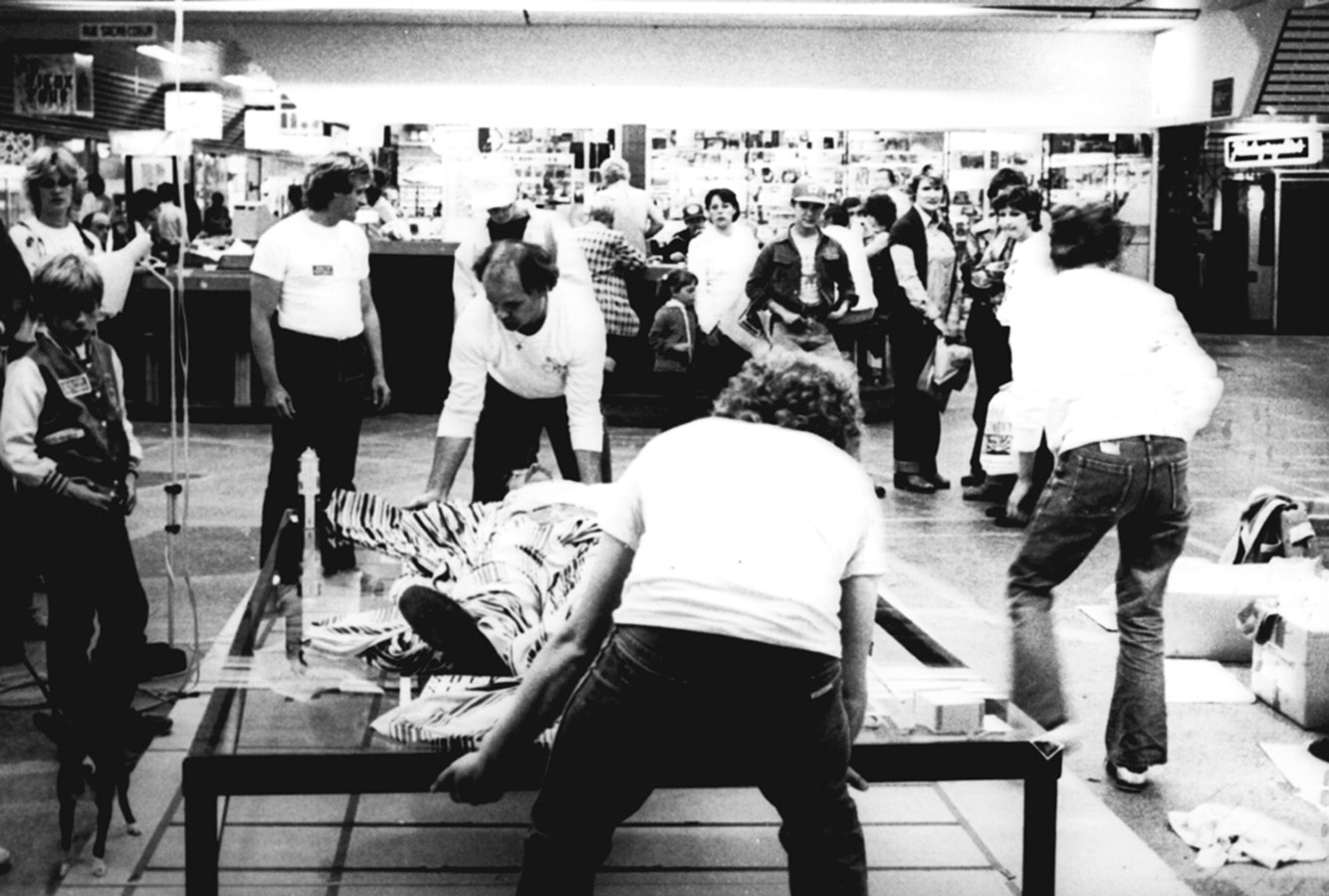
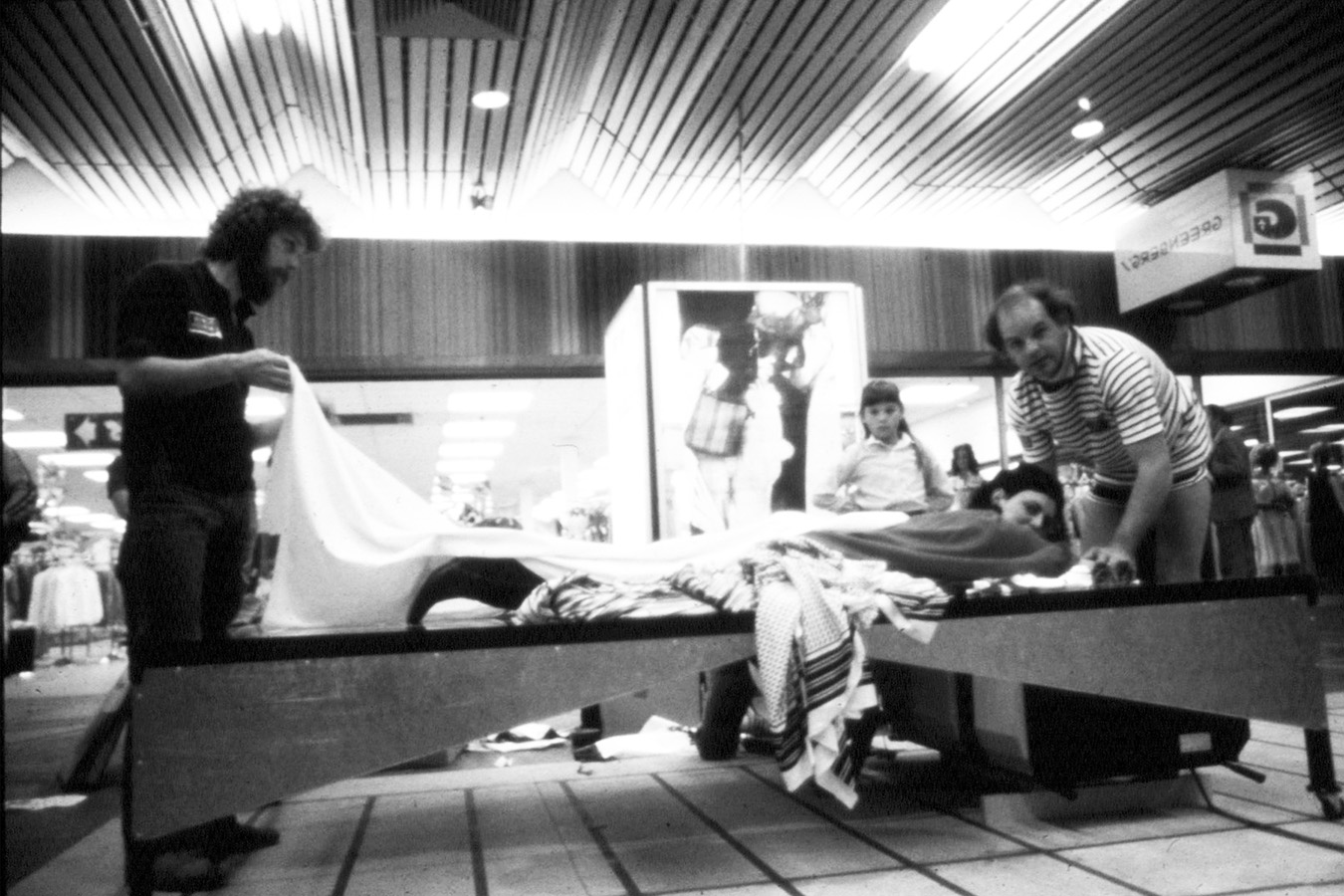

En mai 1981, Jocelyn Maltais entreprend des recherches techniques sur un photocopieur comme outil de production artistique. Entre le 18 et le 23 juin 1981, Une rue ARTfaire est réalisée par un collectif d’artistes et d’étudiants sous les directives de Jocelyn Maltais, Alain Laroche et Jean Laliberté. Le dispositif est installé dans un centre d’achat, il s’agit d’un photocopieur pouvant imprimer des feuilles de 11po. X 17po. noir et blanc, un chariot vitré de 5pi. X 8pi., un drap blanc et une lampe de 60 watts. Les artistes demandent aux passants de se faire photocopier en se couchant sur la vitre, visage vers le photocopieur. En déplaçant le chariot au-dessus du photocopieur, 14 photocopies de 11po X 17po sont nécessaires pour imprimer une affiche de 34po. X  77po. Les vitrines des commerçants de la rue principale sont recouvertes de ces affiches représentant les participants à l’événement. Le résultat donne : 12 000 photocopies, environ 300 personnes photocopiées, la participation d’une trentaine de commerçants, et une murale d’environ, 0,5 kilomètre linéaire couvrant les deux côtés de la rue commerciale.

#### Les vitrines

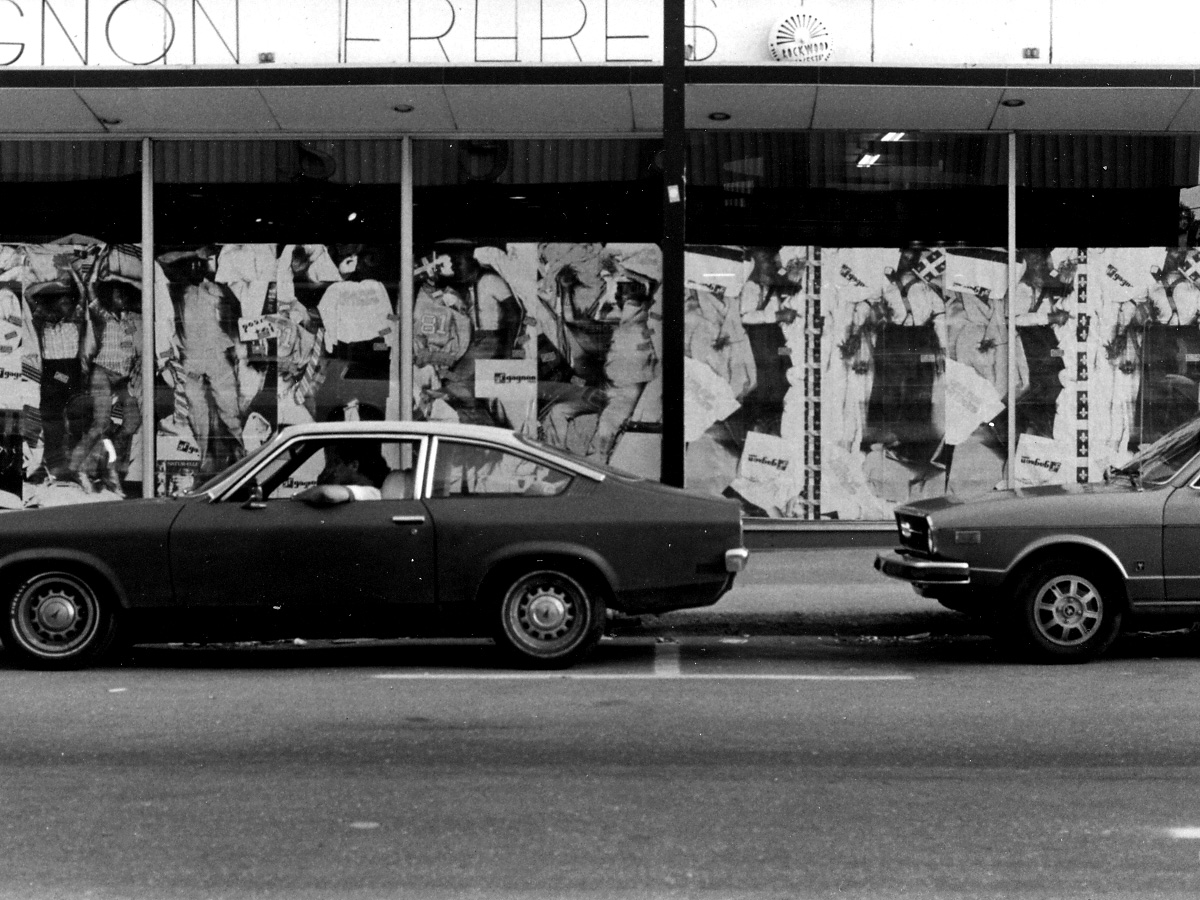
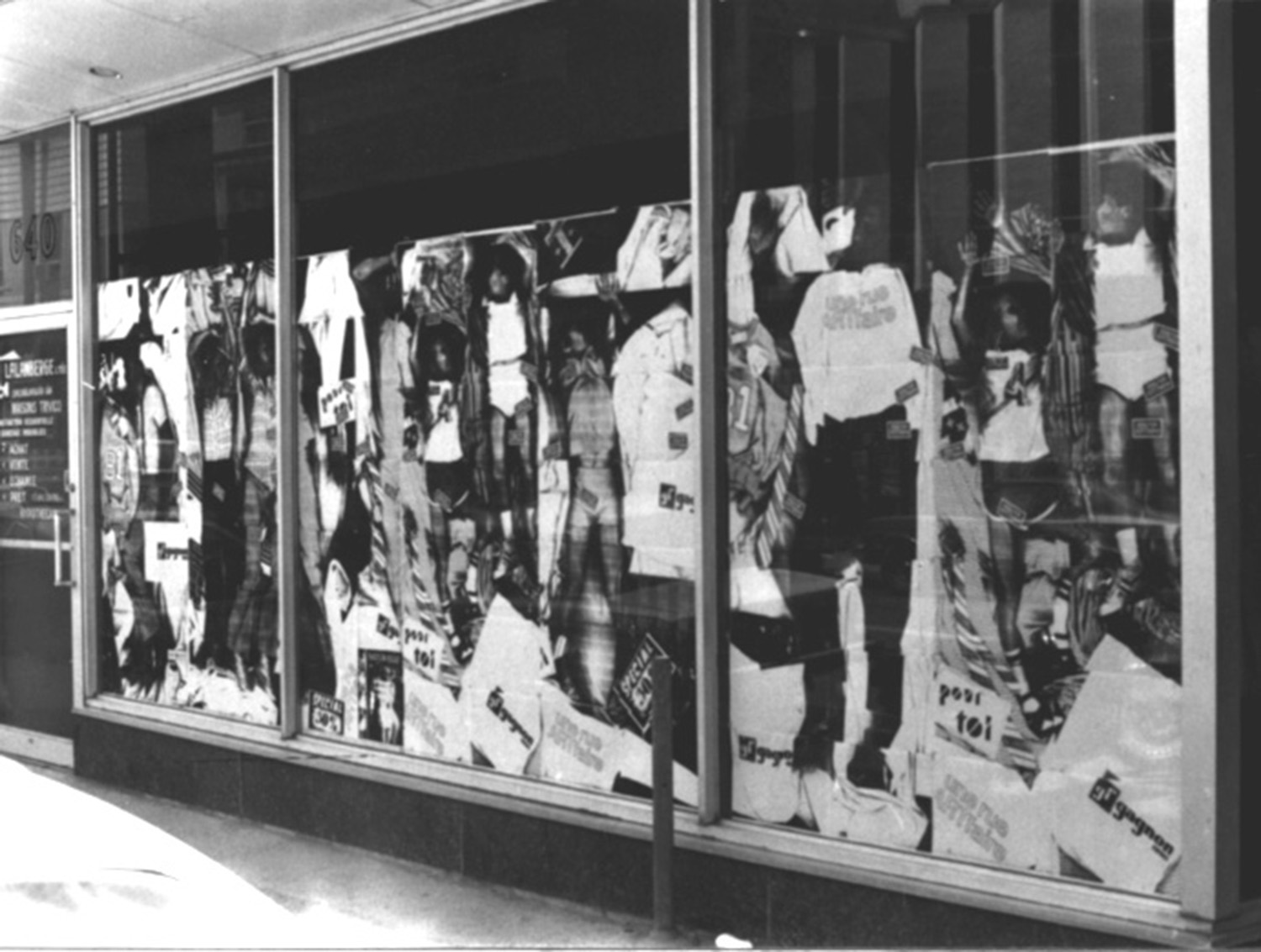
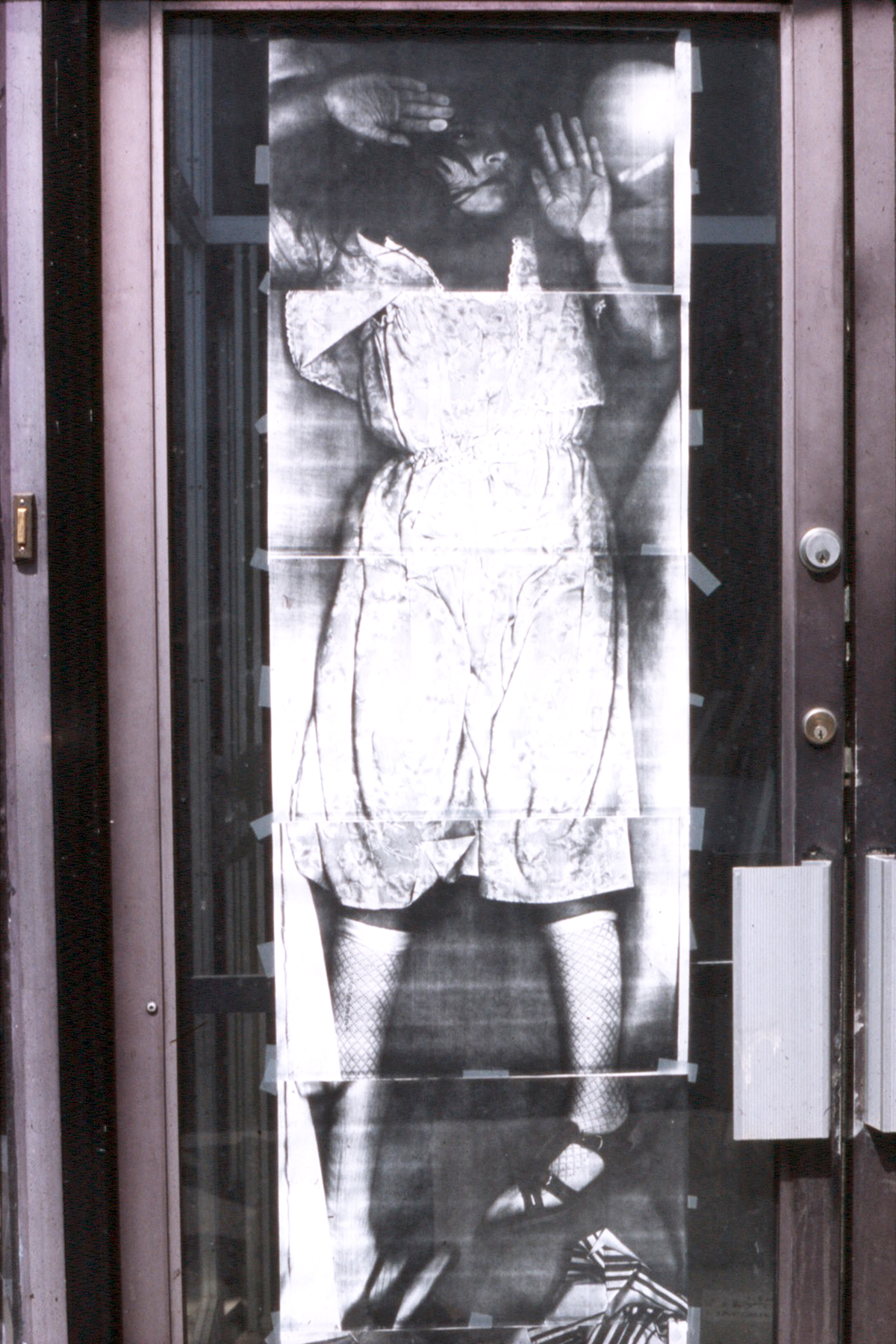
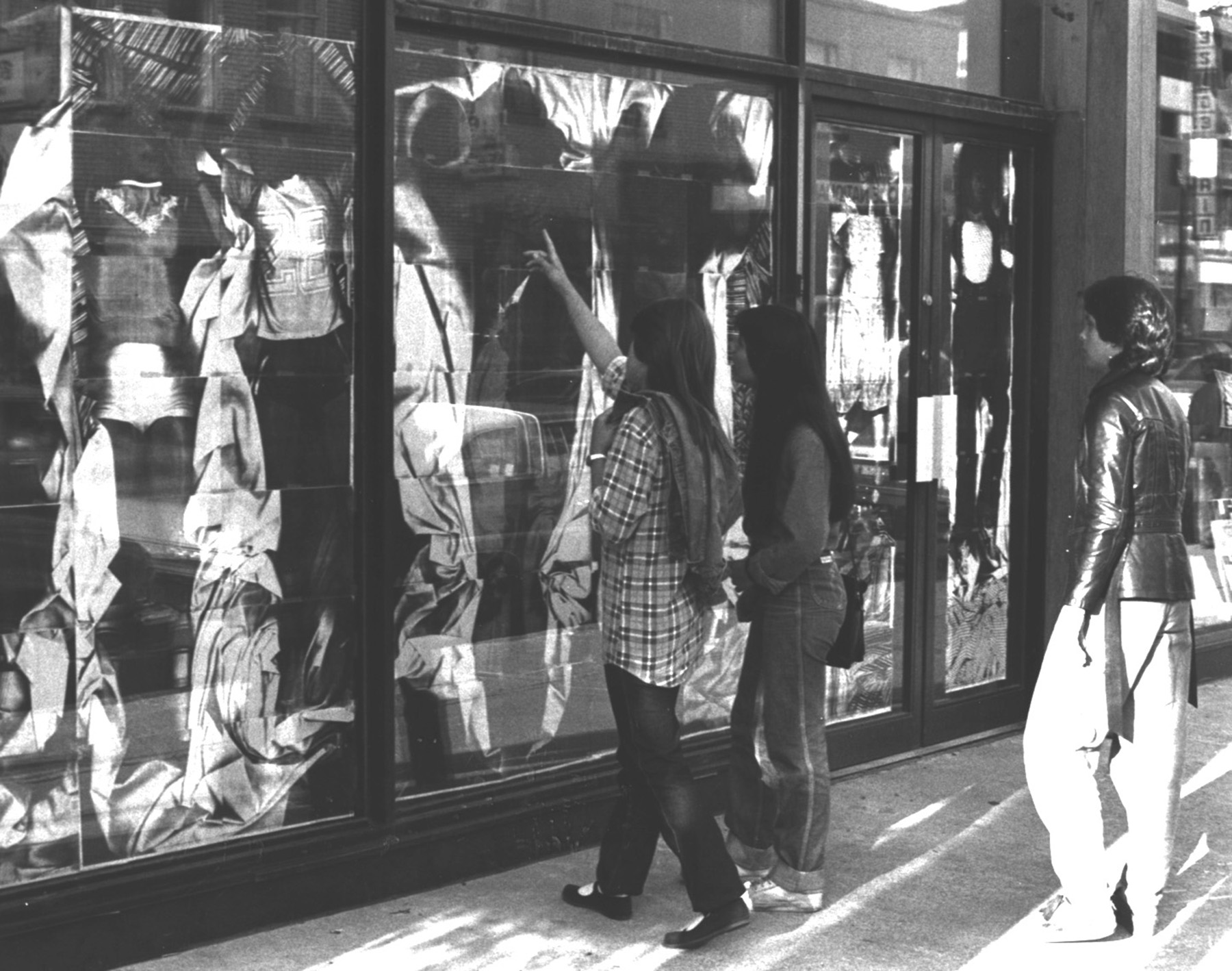
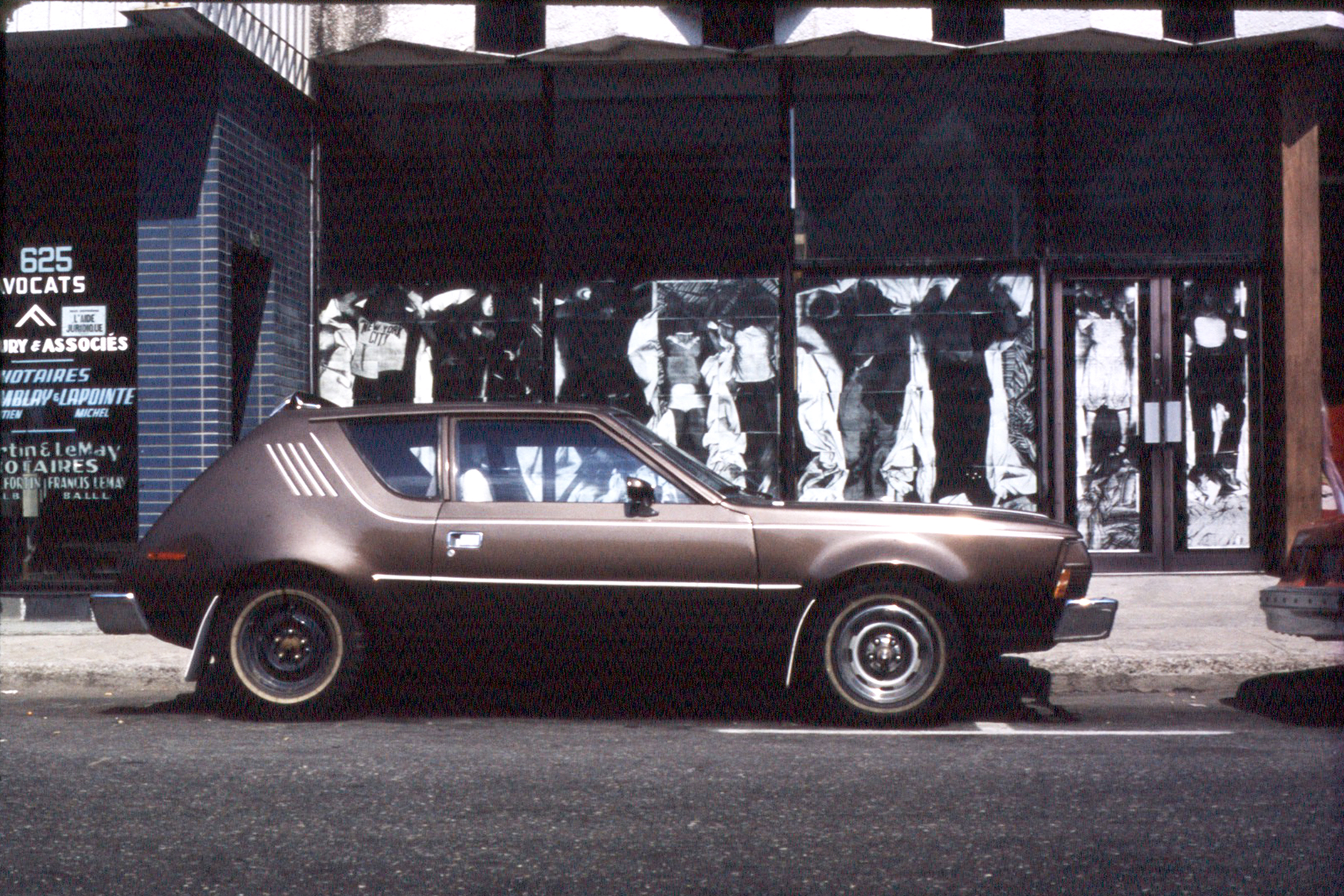

### Nous déclarons la salle tremblé plafonnée
En janvier 1983, Interaction Qui se manifeste officiellement par une installation NOUS DÉCLARONS la salle tremblé PLAFONNÉE geste qui marquera son positionnement artistique et sa rupture avec l’art institutionnel, le système de l’art et même avec Langage Plus. Voici ce qu’en dit Alain Laroche lors d’une entrevue en 1990. « Il faut bien comprendre qu’il y avait deux pôles dans Langage Plus. Jocelyn et moi défendions la production. Nous voulions que Langage Plus soit un centre de production, de diffusion et de documentation, trois secteurs qui avaient été bien définis au début. La diffusion était assumée par Alayn Ouellet, la production par Jocelyn et moi, les seuls producteurs dans le groupe si je me souviens bien. Nos activités de production à Langage Plus se mêlaient à notre pratique. C’était curieux mais nous voulions donner un envol à Langage Plus et nous espérions que d’autres producteurs se joindraient au groupe pour que celui-ci devienne peu à peu un vrai centre de production. Ça n’a pas été le cas. Chaque production signée Langage Plus avait derrière elle Jocelyn ou moi, ou les deux, Lasart, Un gallon de xérographies, une rue ARTfaire. Dès le début, Langage Plus s’est vraiment orienté vers la diffusion, très peu d’argent était investi dans la production. Idéologiquement, Langage Plus était moins régionaliste que nous deux, le groupe avait même une tendance métropolitaine. Le pourcentage d’expositions venant de l’extérieur était trop fort. La mission était mal remplie. En plus, nous n’avions plus le goût, Jocelyn et moi, de produire en galerie. Nous nous rendions compte que la galerie devenait un ghetto. Langage Plus pensait avoir un début de pouvoir avec le réseau mais celui-ci est-il vraiment réel puisqu’il est dépendant des subventions ? Je parle du réseau des galeries parallèles qui ne démontraient pas suffisamment d’autonomie par rapport aux institutions. Si nous voulons produire un art durable, pour reprendre une expression actuelle, il faut être plus lié à l’économie du lieu, plus greffé à la communauté, chose que Langage Plus refusait d’une certaine façon. Il y a eu rupture. Jocelyn et moi avons alors formé Interaction Qui. Nous avions le goût de concevoir une production en commun. D’autres artistes pourraient s’y greffer dans le processus de production. D’ailleurs tous nos projets n’étaient pas viables à deux et nécessitaient beaucoup de collaboration du milieu. Nous voulions nous intégrer à différents milieux dont les groupes écologiques ; les premiers groupes communautaires à collaborer à nos projets. Notre première activité a été : NOUS DÉCLARONS la salle tremblé PLAFONNÉE en 1983, notre rupture symbolique avec Langage Plus. »

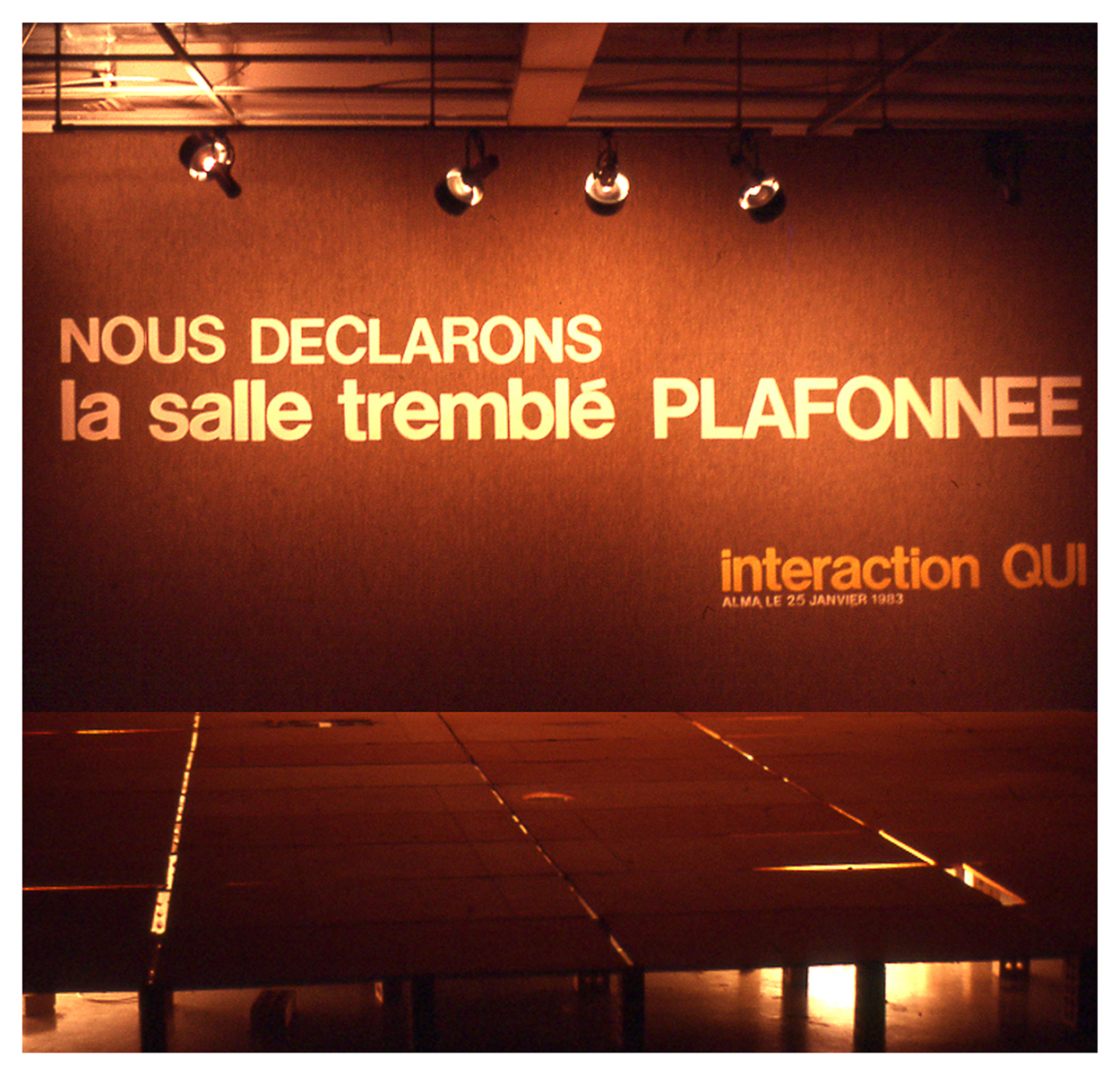
Installation d'Interaction Qui à la salle tremblé Langage Plus. (1983)

### On ne souille pas...

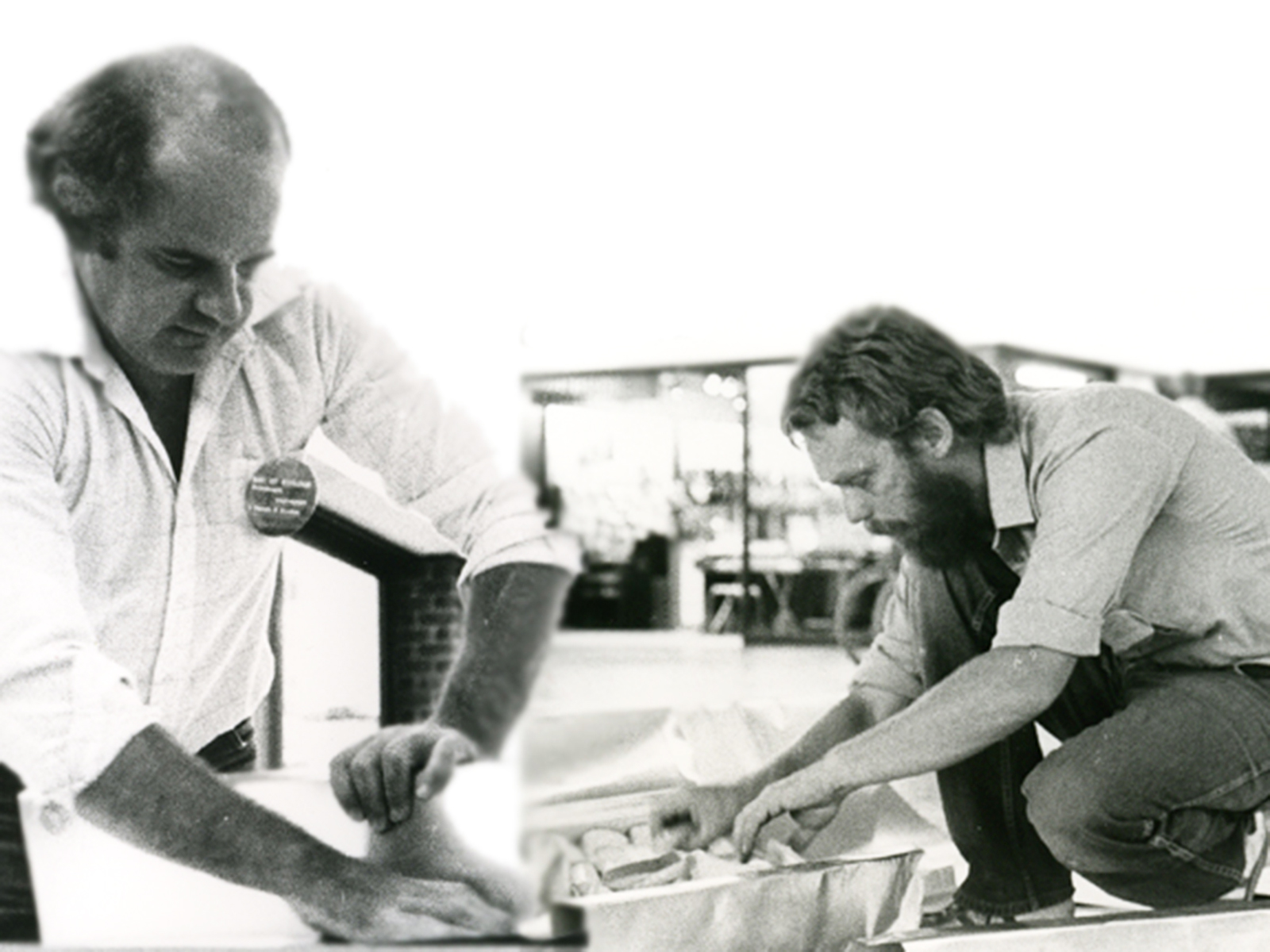
Jocelyn Maltais et Alain Laroche (1983)

1983, Un temps. Six lieux, Art et Écologie, projet interpellant 6 groupes d’artistes dans 6 villes du Québec (Canada) questionne la problématique environnementale et écologique. Interaction Qui s’y engage avec On ne souille pasaction performative sensibilisant les citoyens aux rapports antinomiques qu’entretiennent l’économie et l’écologie par la mise en place d’un dispositif évolutif partant d’une manœuvre étalée sur 3 jours dans deux brasseries/restaurants du centre-ville d’Alma sur l’heure du midi et d’une action performative dans un centre d’achat pendant la quatrième journée. Le sociologue d'art Guy Sioui Durand décrit cette action comme suit: « Sur l'heure du midi, dans deux brasseries du centre-ville, les intervenants avaient posé des affichettes sur le pain qui accompagnait les repas. À chaque journée suffisait sa phrase : On ne souille pas la terre qui donne le pain (la période de la colonisation); On ne souille pas le bois qui donne le pain (la période industrielle); On ne souille pas l'aluminium qui donne le pain (la période post-industrielle)…La deuxième phase du projet présentait une installation réalisée le quatrième jour au centre commercial. L'installation était faite de quatre matériaux : la terre, le bois et l'aluminium, représentant les trois secteurs agro-industriels importants de la région, et le pain, élément symbolique du travail relié à l'agriculture et à l'activité industrielle. Trois carrés de 16 pieds de côté furent installés dans le hall d'entrée du centre commercial, chaque carré proposant au passant, par l'articulation des matériaux, les trois phrases soumises antérieurement aux clients de la brasserie. Cette interrogation se traduisait par l'action de bloquer des tranches de pain entre deux couennes de terre ou deux feuilles d'aluminium. Les artistes du collectif Interaction Qui, sur place, discutaient sur le thème de leur intervention avec le public. Deux niveaux de lecture se dégagent, le premier, le gaspillage et le deuxième le rapport économie/écologie….Plus de mille personnes se sont questionnées à plus ou moins de degré de conscience. »

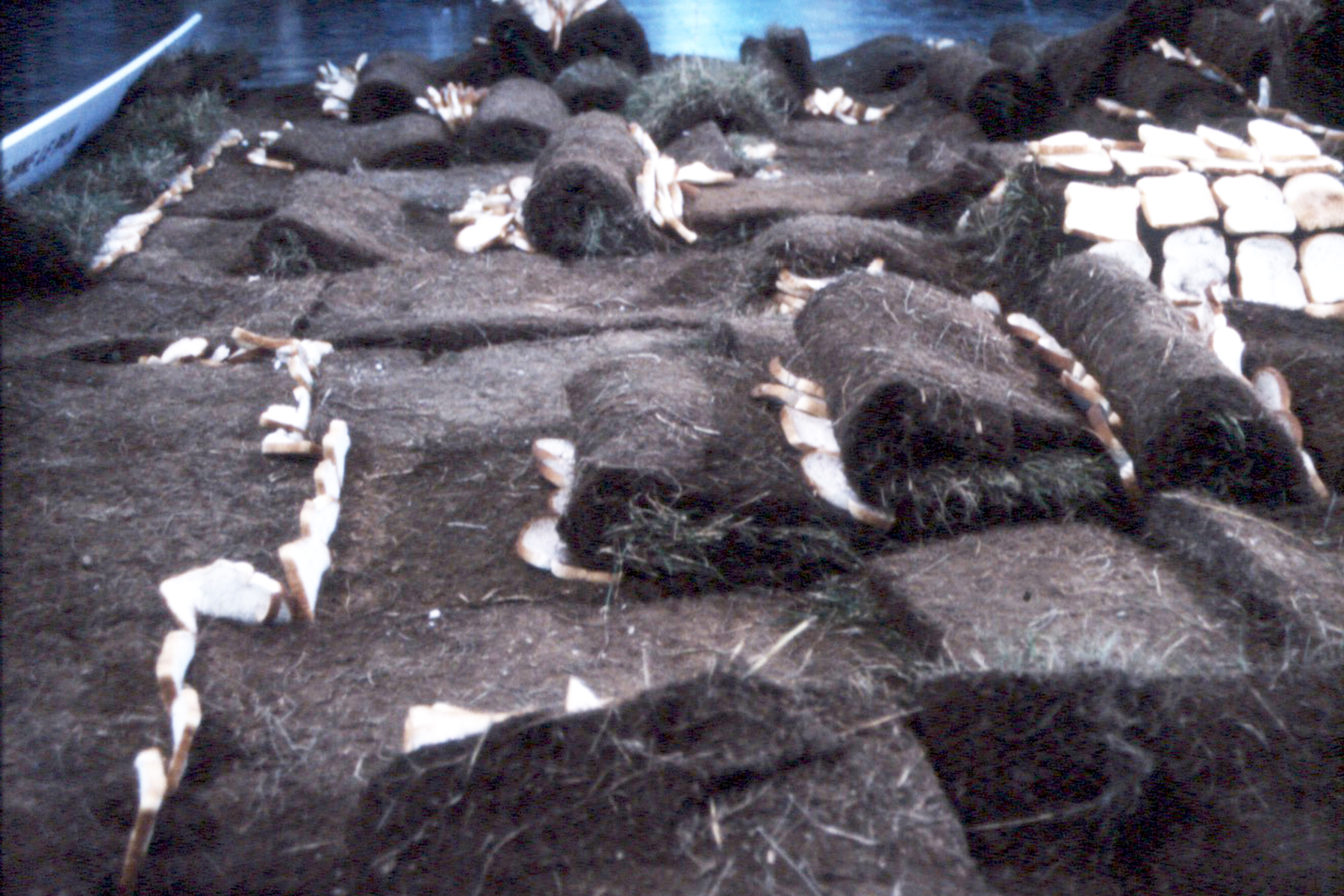
On ne souille pas la terre qui donne le pain.
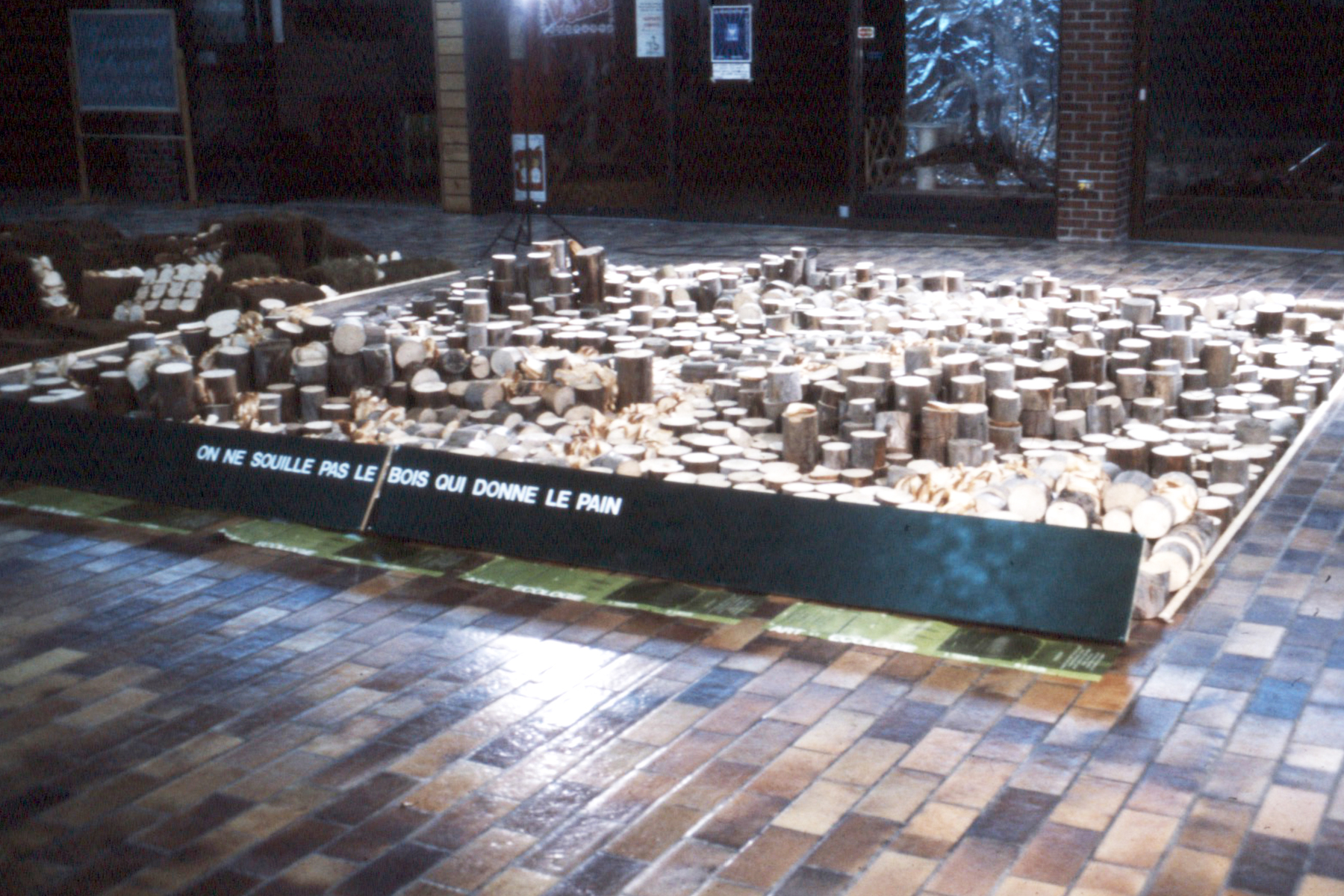
On ne souille pas le bois qui donne le pain.
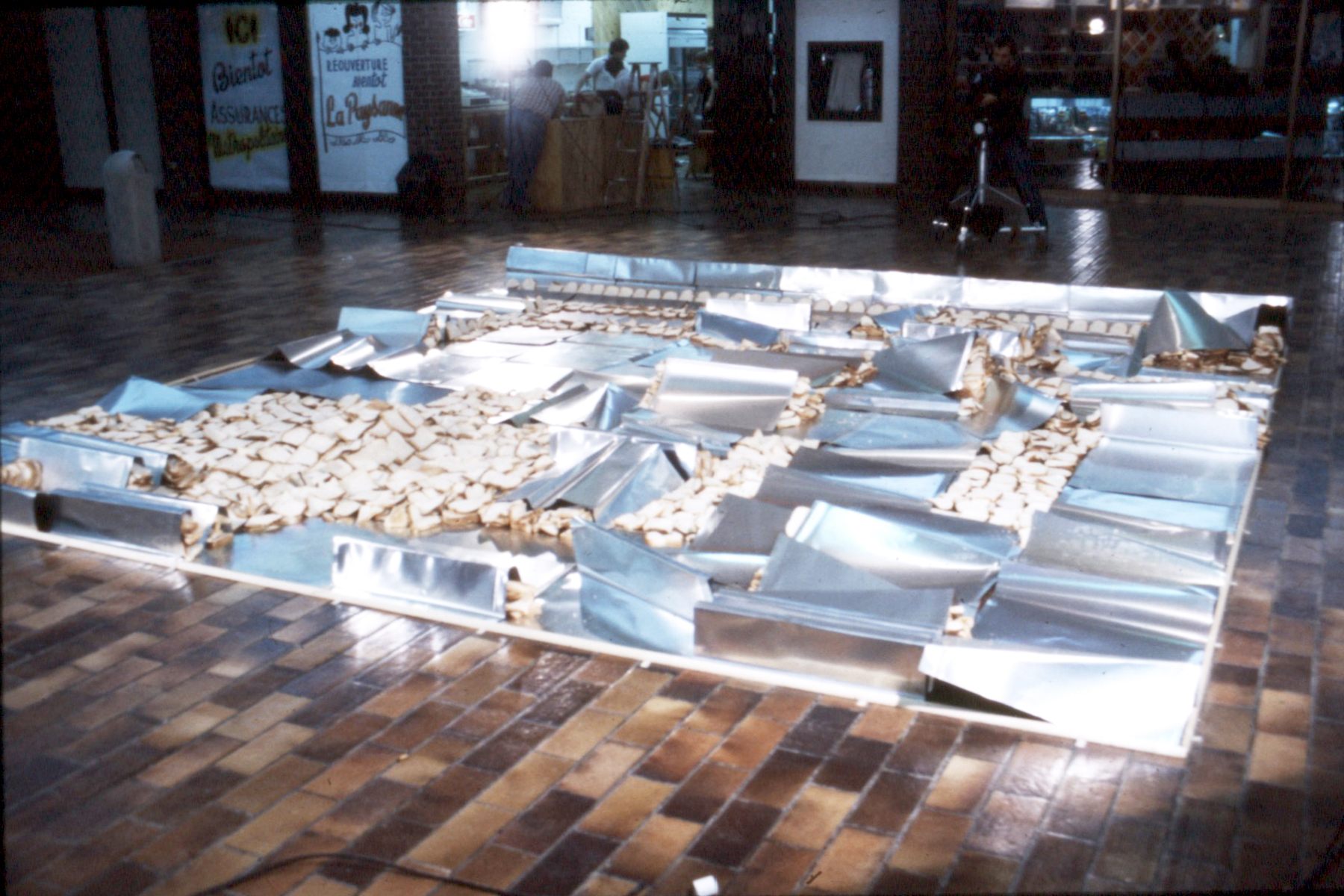
On ne souille pas l'aluminum qui donne le pain.
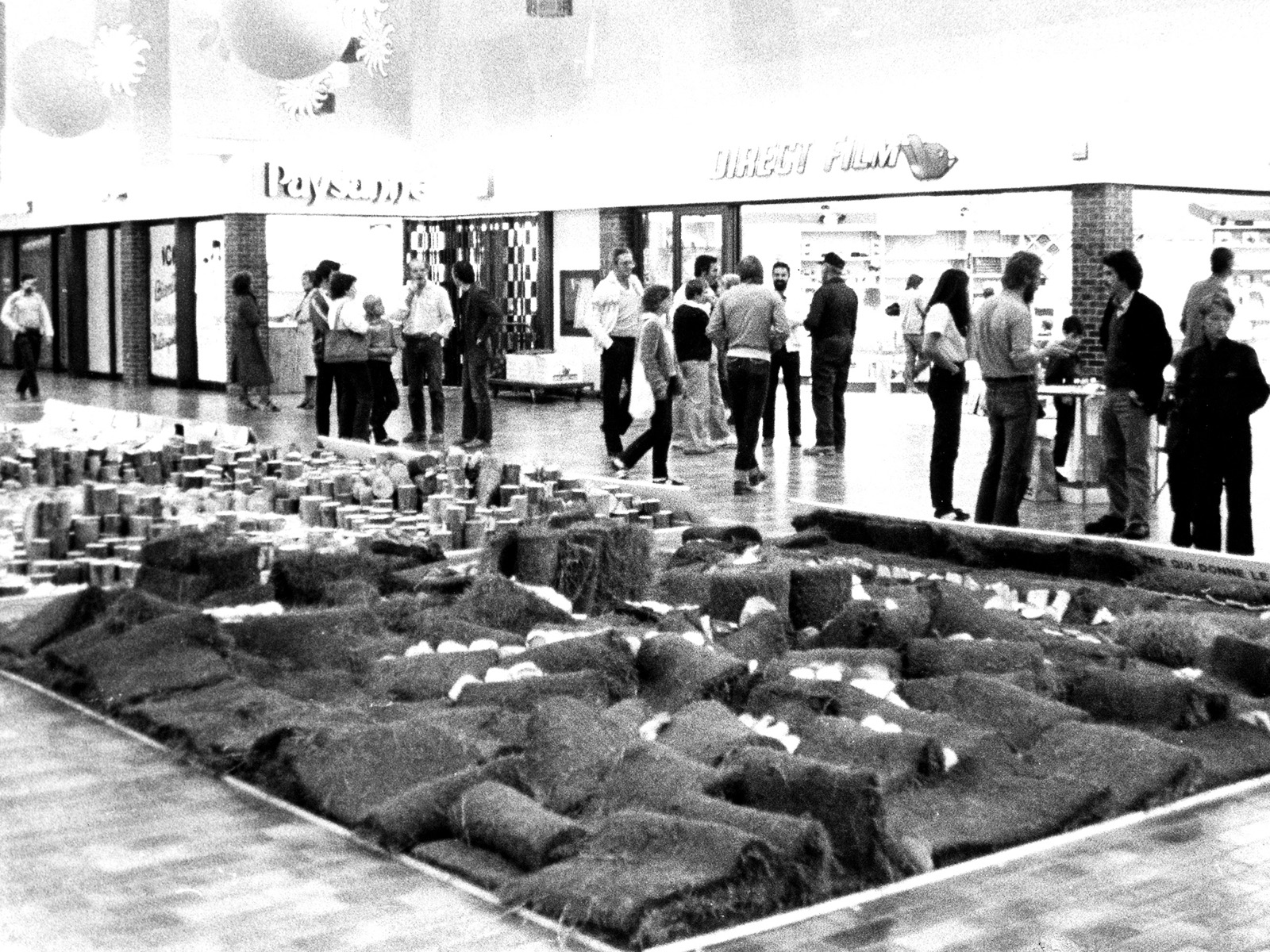
Vue d'ensemble des installations.
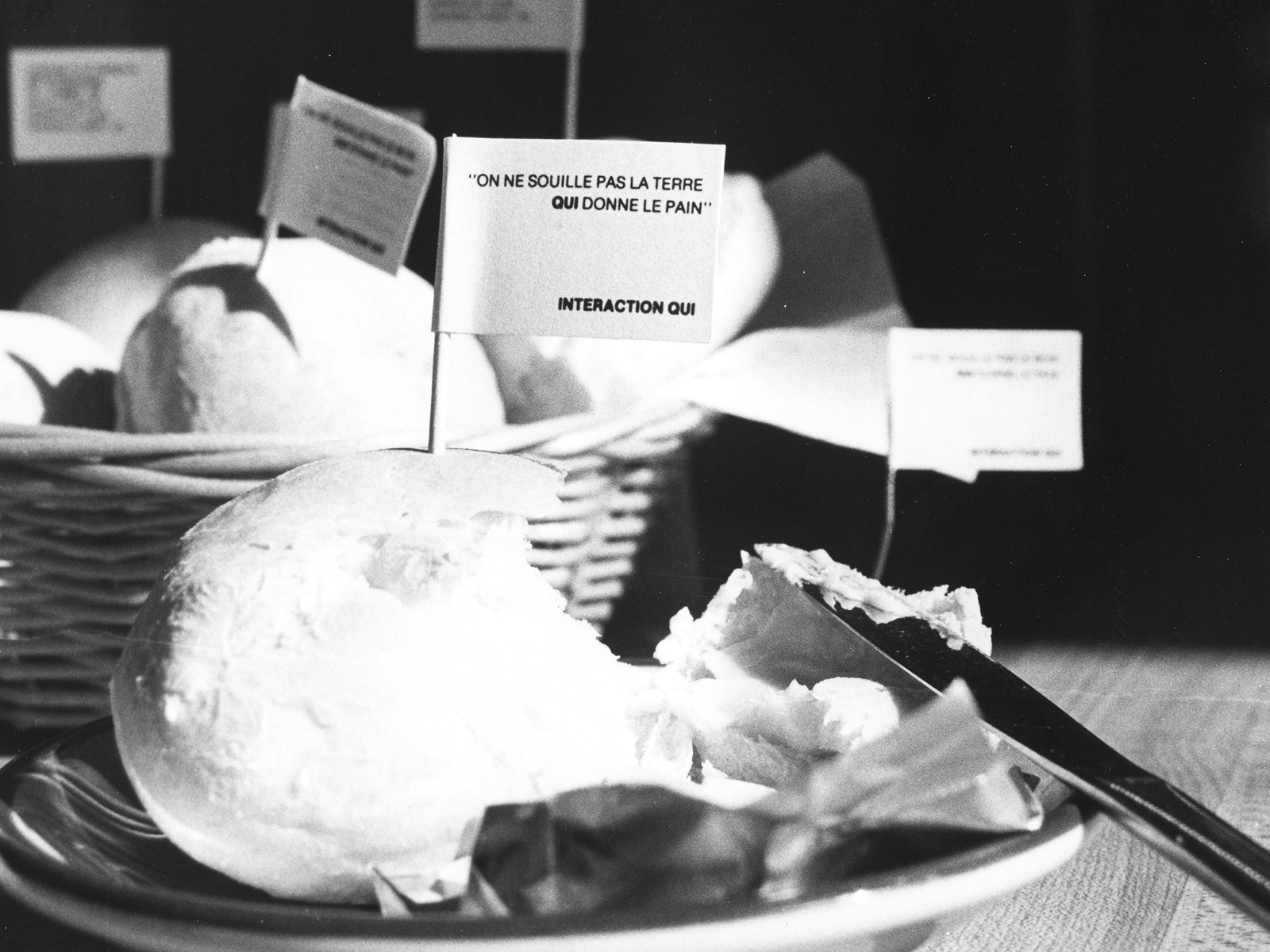
Affichettes sur le pain qui accompagnait le repas.

## Expérimentation et réflexion critique
Après 3 années de production à grand déploiement, le duo d’artistes Alain Laroche et Jocelyn Maltais prend un moment de réflexion qui se traduit par des réalisations personnelles et quelques interventions collectives. Chacun explore à sa façon des thématiques toujours d’actualité comme l’écologie, la famille, l’exode des jeunes et la désintégration de leur région au profit des grands centres. Ces effets sont ressentis dans les milieux éducatifs et culturels touchant les enseignants/artistes qui réagissent par des actions artistiques politiquement engagées. «  Pour Interaction Qui, cette période en sera une de repli théorique et d'ajustement de leur engagement local. La perspective du développement économique durable de la région, notamment en conciliant événement d'art et rétention des jeunes dans une région industrielle en crise économique, notamment à Alma, prend le pas sur la seule contestation. […] D'une part, Interaction Qui va progressivement accentuer la dimension de développement économique et de survie culturelle de la région plutôt que de s'en tenir à la seule critique du système. Davantage critique du modèle économique à leur début, c'est la période contre-institutionnelle, Interaction Qui adopte dès lors entièrement la perspective de développement local de l'économie par l'art à une période où l'économie régionale est en crise et où les institutions d'enseignement perdent leurs jeunes. ». Alain Laroche profite de cette période pour développer le concept d'événement comme œuvre d'art et le nœud événementiel qui en est le cœur méthodologique en réalisant une maîtrise en art à l'Université du Québec à Chicoutimi.

## Action performative comme stratégie d'art social
Alain Laroche précise le concept de nœud événementiel dans sa thèse de maitrise (1987) qui est une synthèse de l’assise théorique initialement énoncée dans le Manifeste/Action 80,. Il faut considérer ce concept méthodologique comme un tournant dans leur stratégie d'action artistique. L’action performative qui est adopté par Interaction Qui dans leurs événements est le média le plus approprié pour répondre aux intentions d’art total imaginé par le duo, « penser globalement et agir localement: une approche glocal de l’art » comme le souligne Guy Sioui Durand. « Ce sont des pratiques artistiques qui transgressent le ghetto artistique pour s'ancrer dans le contexte réel, engageant des rapports entre les œuvres, les artistes et les gens. C'est pourquoi on parle d'événements et de manifestations d'art issus du milieu social d'appartenance des artistes et qui s'adaptent aux audiences et créent des débats public. »

### Action performative
Interaction Qui construit de toutes pièces ses interventions artistiques sur des assises théoriques et pratiques à la fois rationnelles et intuitives. Il nomme leurs événements artistiques actions performatives. Elles ont comme fonction de marquer le territoire, de créer une reconnaissance artistique des situations problématiques de leur communauté, de créer des symboles festifs d'appartenance et de transformer par l'art les perceptions face à l'environnement. Il vise un engagement durable de développement de leur collectivité en créant une image positive de solidarité.« La région Saguenay—Lac-Saint-Jean est l'horizon de l'art social d'Interaction Qui. Leur territoire, géographique, économique et culturel, compris comme environnement vital est le premier fondement de leur approche là où ils vivent. »(Guy Sioui Durand).
Pour y arriver, le duo d'artistes réalise:
- Des événements d'art social qui favorisent, dans une perspective autogestionnaire souvent de manière festive, une prise en charge par les groupes et les communautés, une œuvre d'art intégrée à la vie quotidienne.
- Des événements d'art social qui se développent comme une entreprise démocratique d'occupation de l'espace public.
- Des événements d'art social qui entendent marquer le territoire régional, tantôt par des rappels touchant la mémoire collective, tantôt par une symbolique qui prend en compte de nécessaires changements sociaux.
- Des événements d'art social qui supposent une mobilisation régionale fusionnant l'engagement local des artistes et l'appropriation communautaire par de nouvelles coalitions culturelles[46].

## Événement Ouananiche

### Planification (1990 — 1995)
En 1989, afin de faciliter la production d’événements d’art social, le duo d’artistes se dote d’une raison sociale de compagnie à but non lucratif. Ils choisissent de s’éloigner du modèle des centres d’artistes trop dépendant économiquement des programmes gouvernementaux et se pliant de ce fait à leurs directives. Ils souhaitent conserver leur indépendance et entendent solliciter des partenariats de leur milieu économique et culturel. Cependant, ils postuleront aux programmes de subventions du Conseil des arts du Canada et du Conseil des Arts et des Lettres du Québec  ponctuellement pour des projets répondant à des critères art et communauté. La même année, le comité pour l’adoption et la promotion de la ouananiche comme emblème animalier régional, lequel regroupe plus d’une trentaine d’organismes régionaux, les Sociétés d’histoire du Saguenay—Lac-Saint-Jean, mandatent Interaction Qui pour étudier la faisabilité de célébrer et perpétuer l’emblème animalier à travers un événement régional. Des études de matériaux (béton composite) et de technologies (satellite Landsat) sont réalisées afin d’optimiser les résultats souhaités. De 1990 à 1995, le duo d’artiste imagine un processus artistique de traces permanentes qui questionnent à tous les niveaux (culturel, social, politique et économique) le territoire du Saguenay—Lac-saint-Jean.  Quatre dispositifs d'intervention sont créés empruntant dans leur terminologie un stade d'évolution de la ouananiche: le tacon et l'action performative comme mode d'intervention dans l'espace public et territorial. Il s'agit de Tacon-Cailloux, Tacon-Commémoratif, Tacon-Sites et Tacon-Forum. Événement Ouananiche est né et sera présenté officiellement au printemps 1995. Graver, tailler, peindre, empiler la pierre, c’est réaliser un geste ancestral, sorte de volonté d’inscrire en permanence la trace de son passage. Pour son projet Événement-Ouananiche, Interaction Qui utilise la pierre, élément naturel, comme matériau permanent pour bâtir symboliquement son territoire culturel.

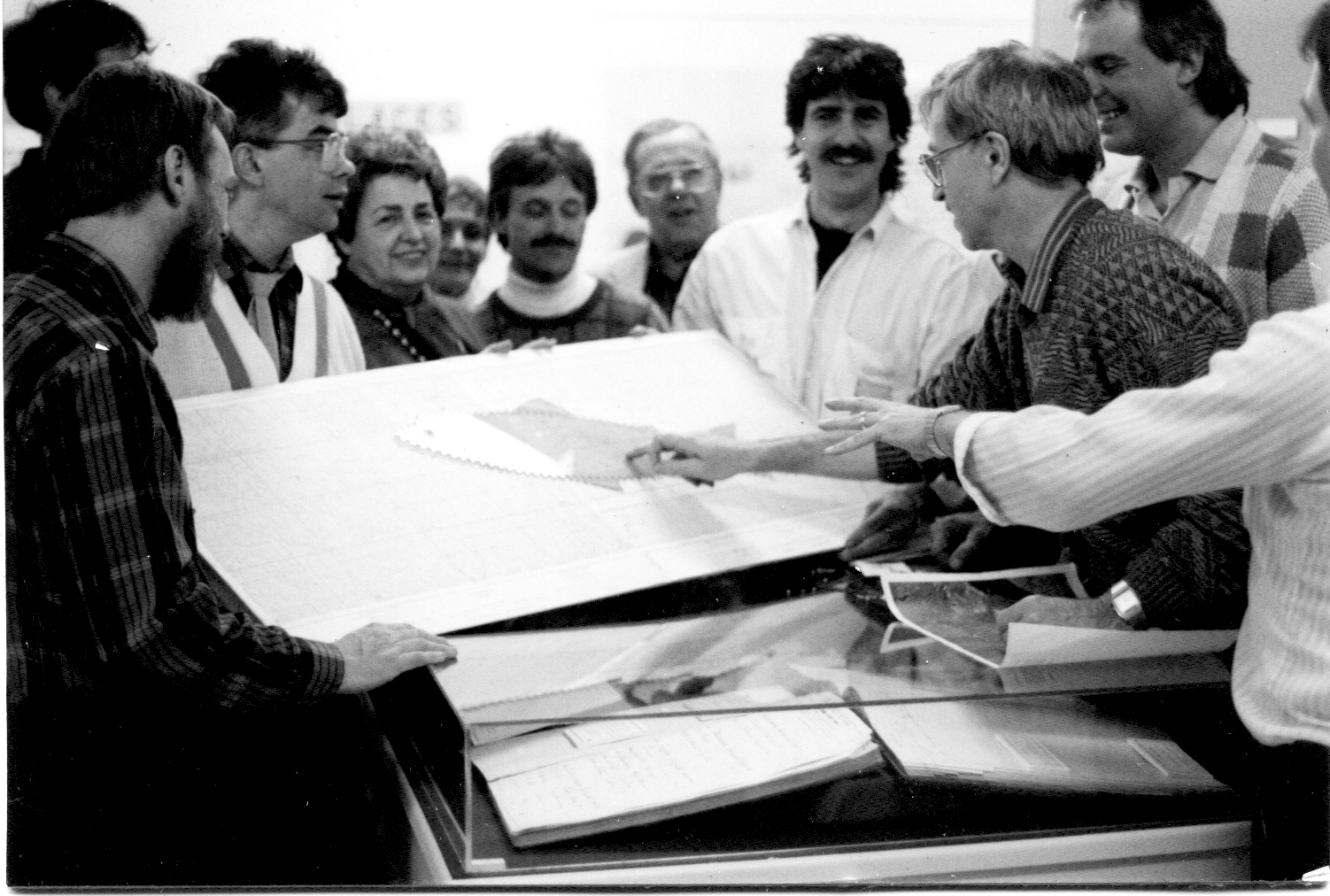
Le comité de l'emblème animalier du Saguenay—Lac-saint-Jean discutant du projet Événement Ouananiche avec le duo d'artistes Interaction Qui. 1989
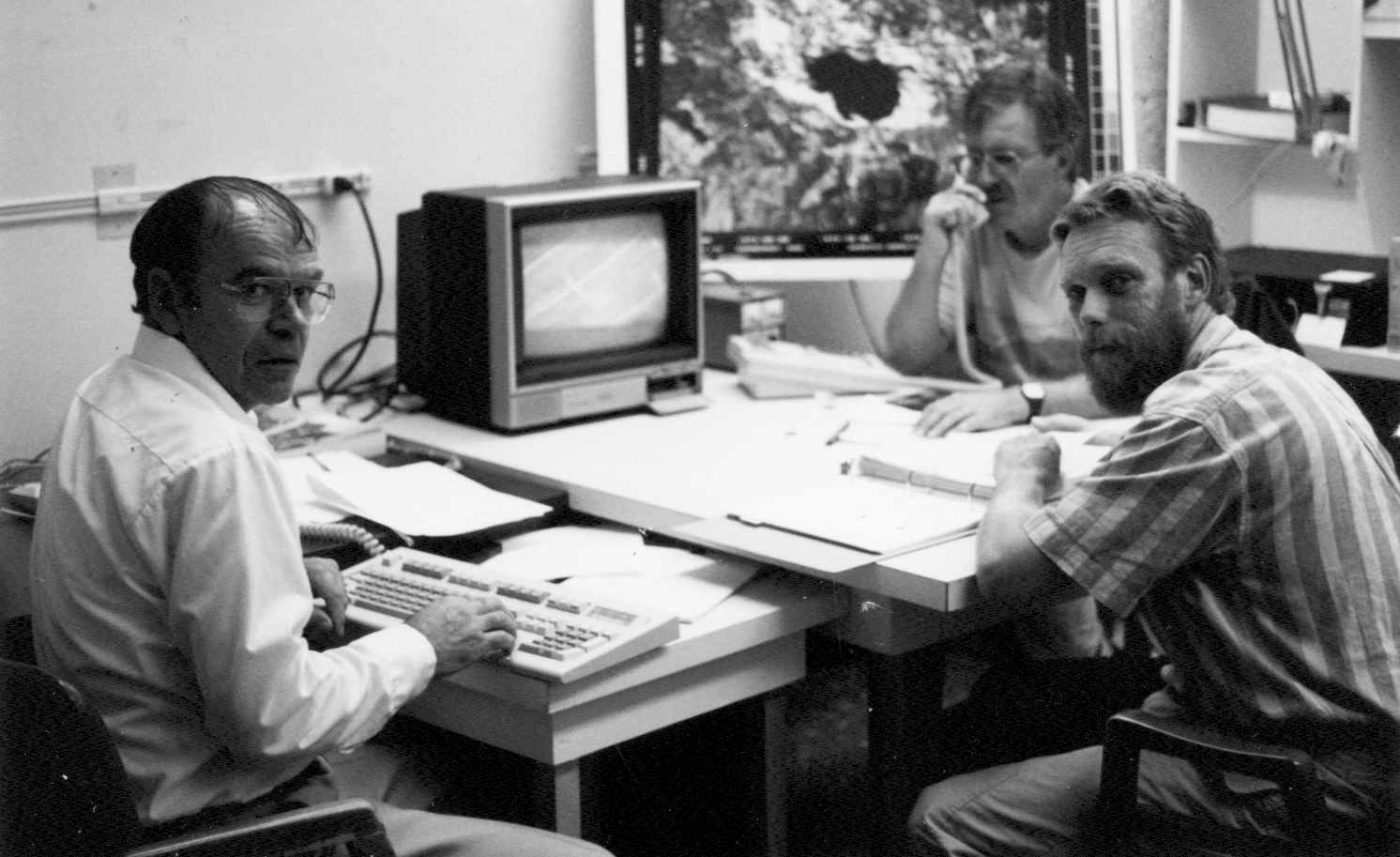
À gauche, René Verreault, physicien, au centre Gilles-H Lemieux, géographe, tous deux chercheurs et professeurs émérites à l'Université du Québec à Chicoutimi s'entretenant avec Alain Laroche (Interaction Qui) sur les résultats de la télédétection par le satellite Landsat d'un site expérimental (Événement Ouananiche, 1990).
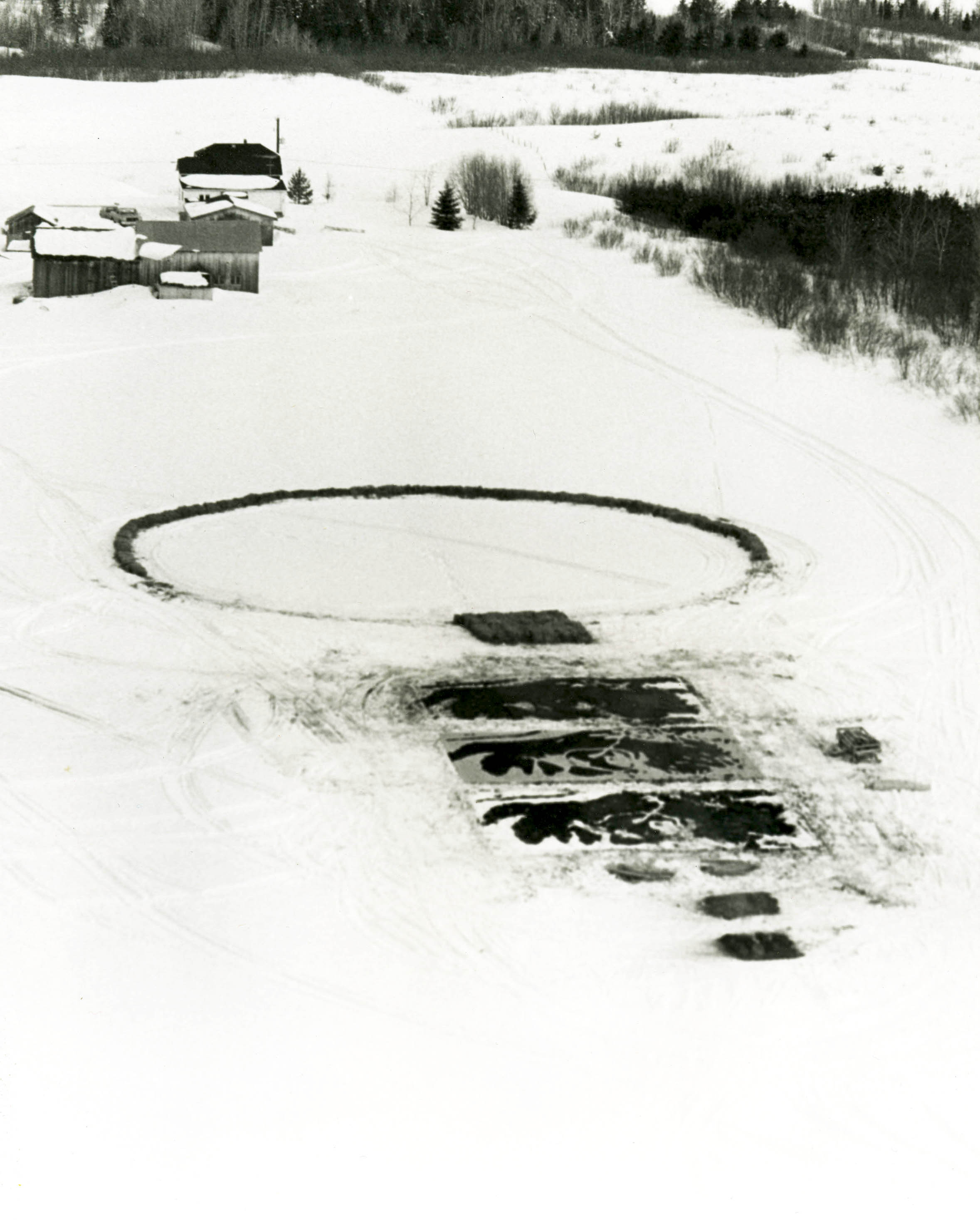
Étude sur les capacités de la télédétection des matériaux par le satellite Landsat. 1991
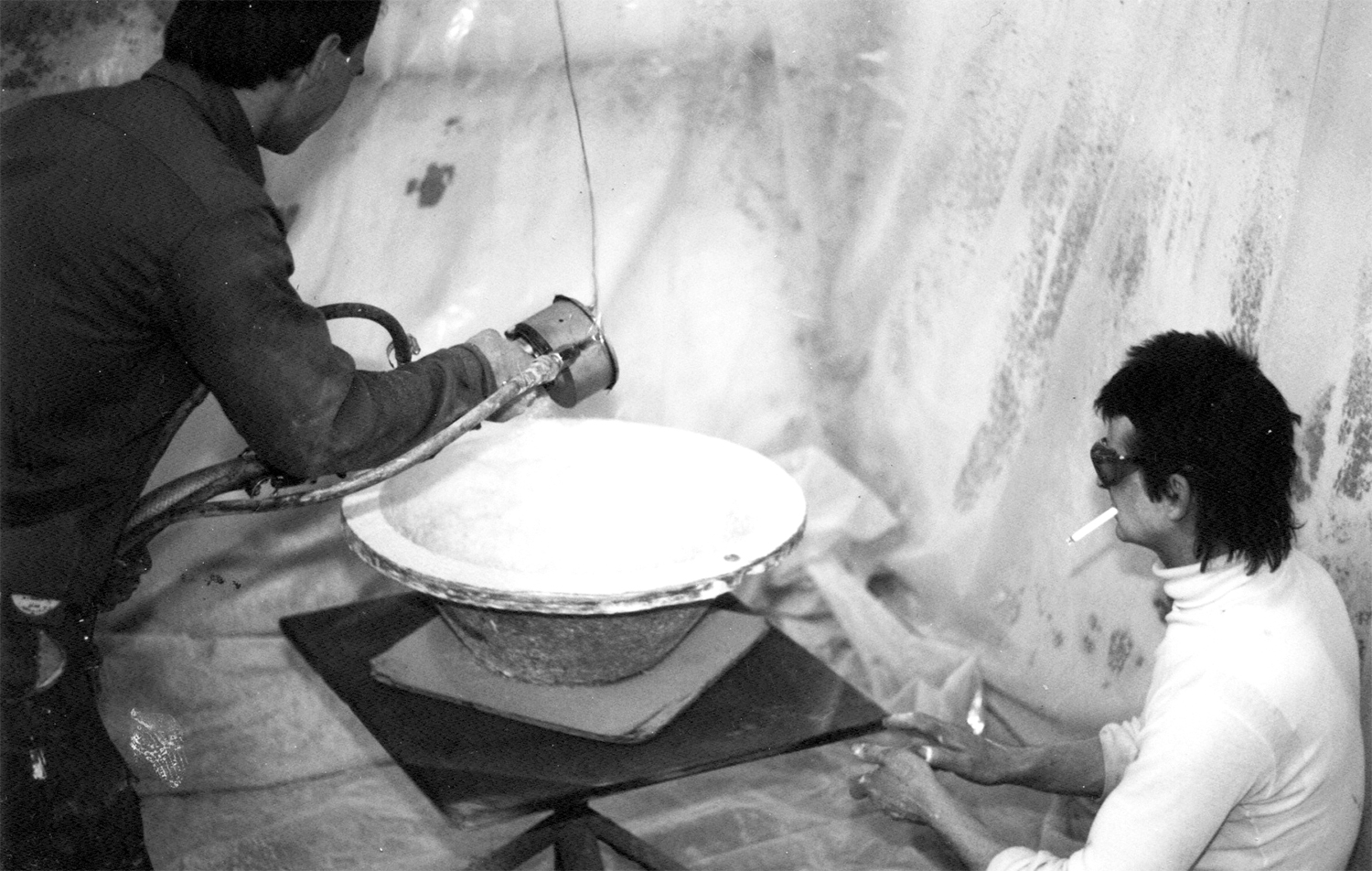
Techniciens travaillant sur la vasque de béton composite du Tacon-Mère. 1990
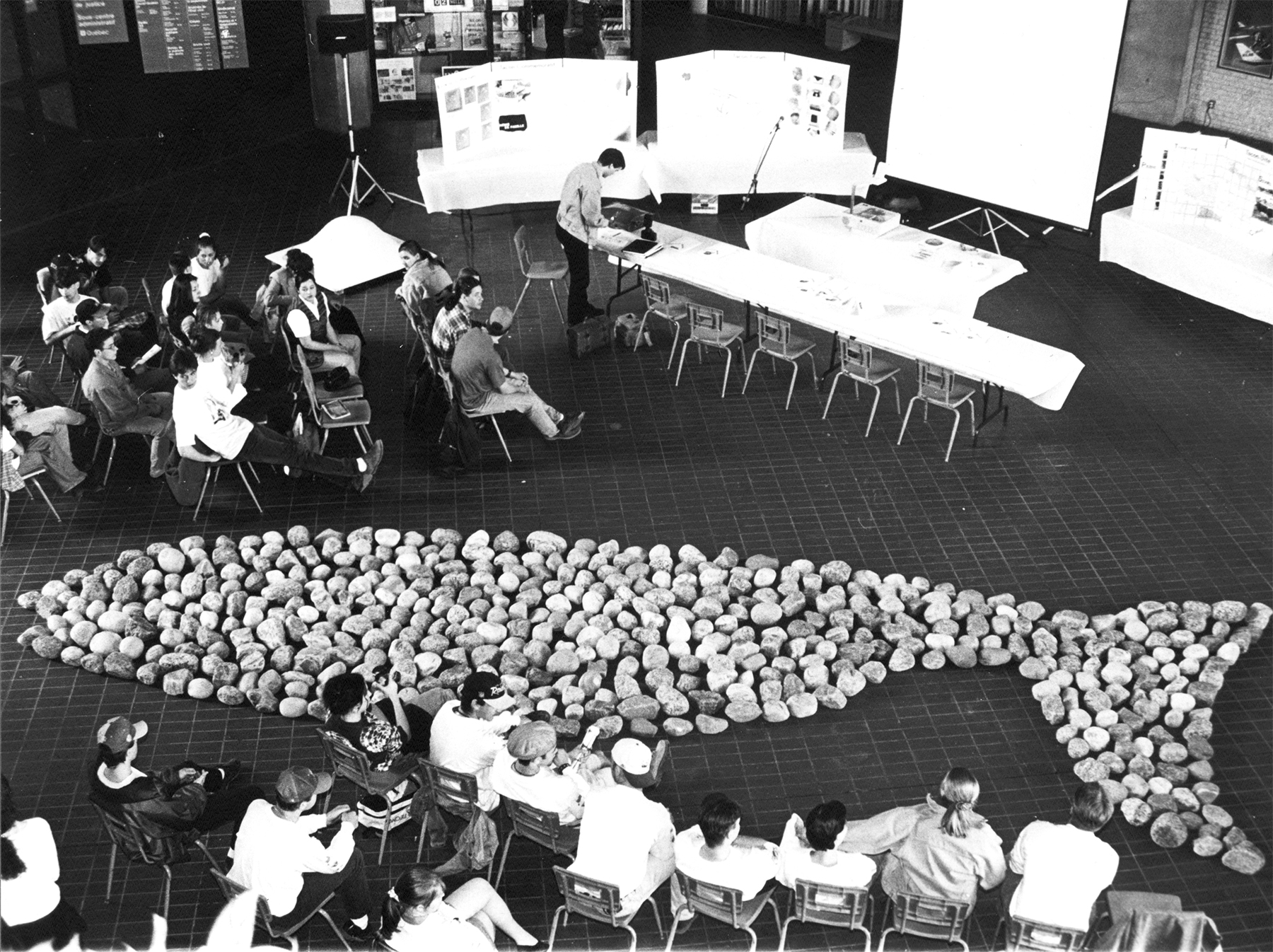
Présentation du projet Événement-Ouananiche du duo d'artistes Interaction Qui au Complexe Jacques-Gagnon, Alma (Québec, Canada). 1995

### Réalisation (1995 — 2015)

#### Tacon Cailloux (1995 — 2000)
À travers les âges, la pierre a toujours été un élément naturel représentant la force et la permanence. C’est avec elle que l’on bâtit les architectures prestigieuses et les monuments glorifiant les empires. Symboliquement, c’est aussi la pierre que chacun apporte à l’édification d’une société qui se veut juste et démocratique. Le Tacon Cailloux propose des interactions individuelles, il s’agit de faire réaliser par un individu, si possible s’identifiant à un collectif, une pierre peinte. Les enfants, les écoles, les groupes communautaires sont mis à contribution. Le  Tacon Cailloux est le moment privilégié d’une création collective où l’individu questionne son imaginaire pour se représenter et se situer symboliquement dans l’organisation de la communauté. Cet alevin, le deuxième stade de l'évolution d'une ouananiche, consacre la personne artiste. 60 alevins forment le Tacon Cailloux, lequel devient le premier lieu de rassemblement d’Événement Ouananiche. 20 Tacons Cailloux forment une rivière de solidarité, frayère symbolique dans le courant de l’histoire où l'individu remonte avec des milliers d’autres, les mythes et les légendes des habitants du Saguenay—Lac-Saint-Jean et des Innus de Nitassinan.

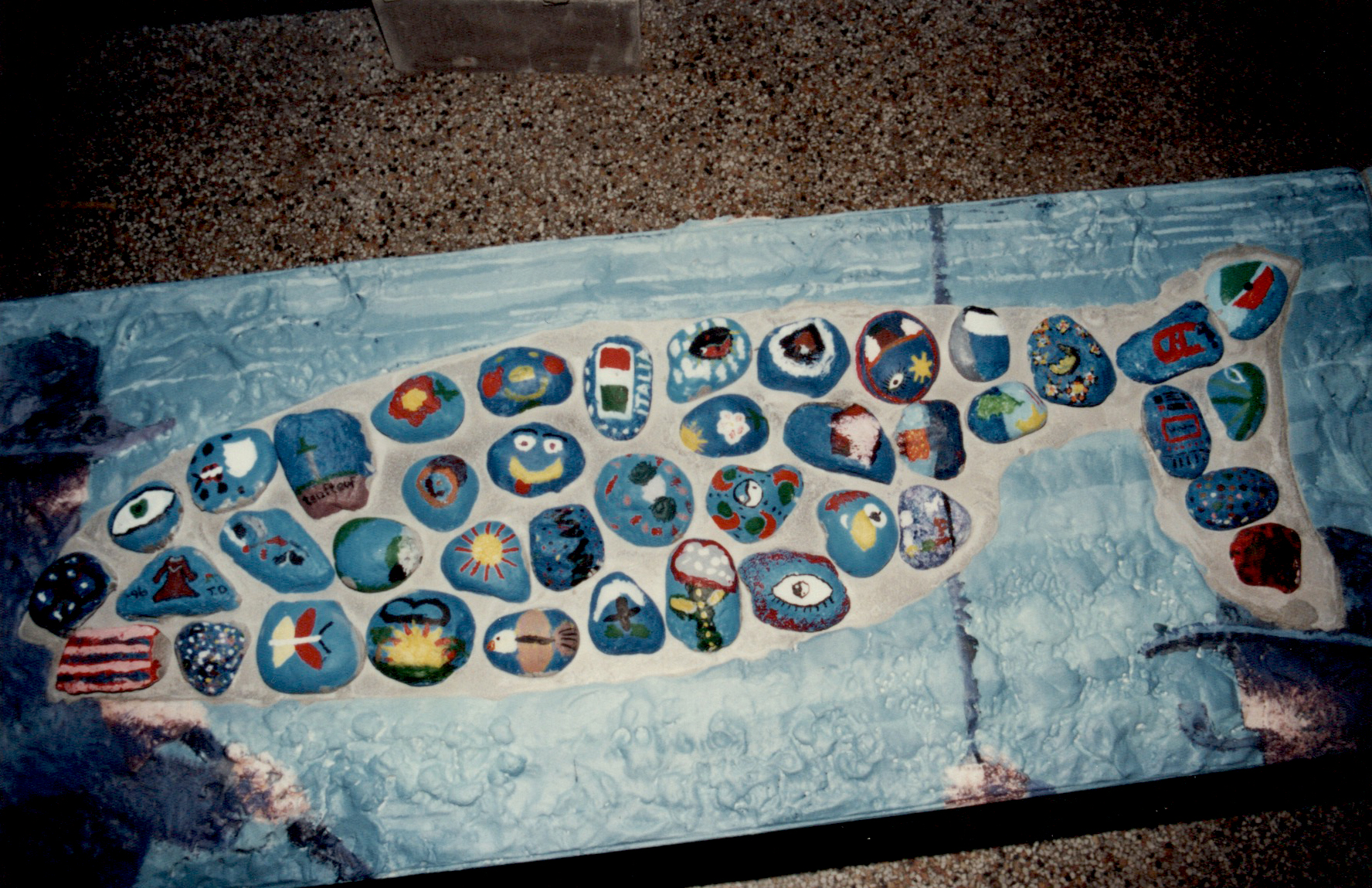
Un Tacon Caillou contenant 60 pierres peintes (alevin).
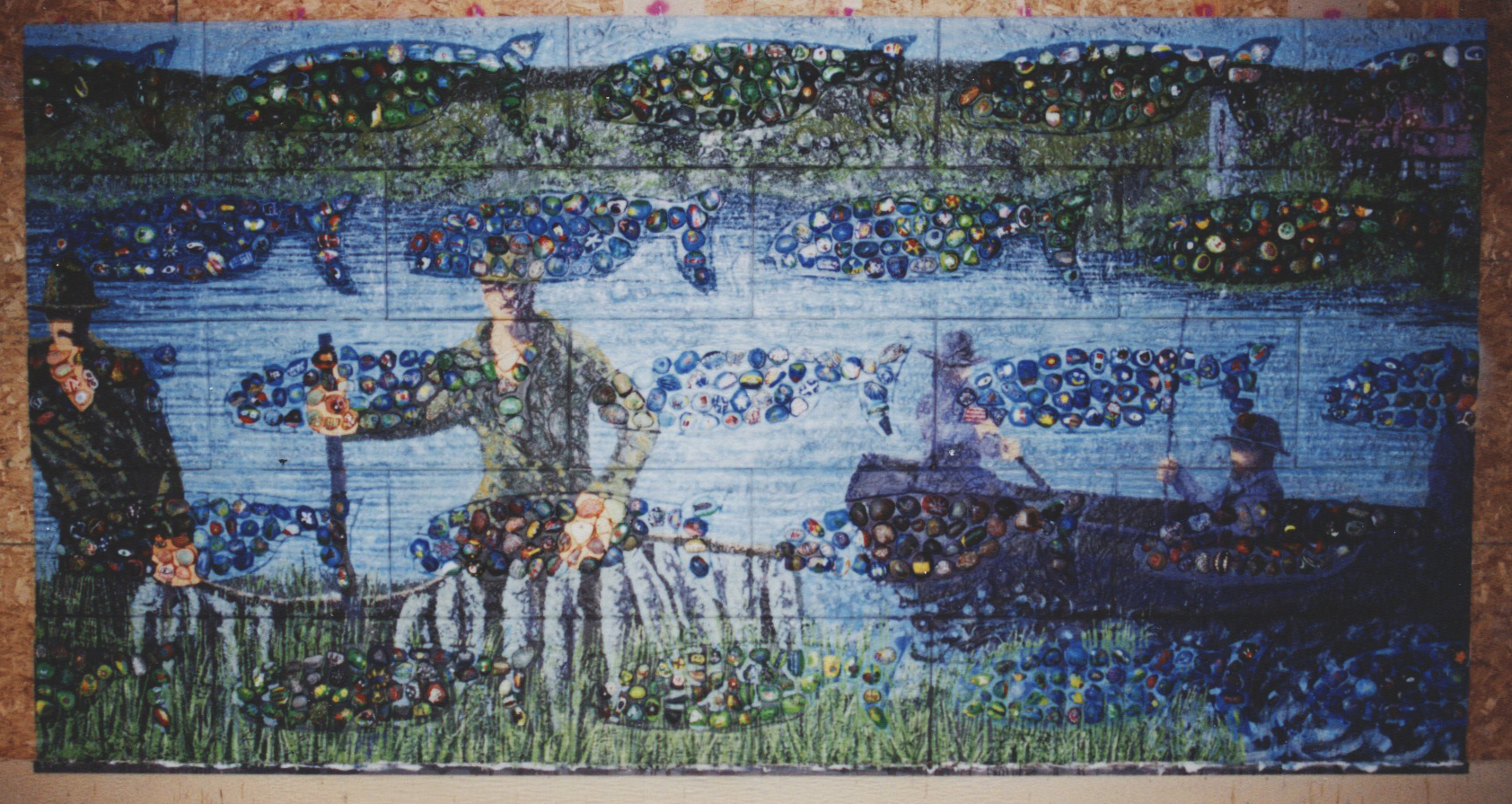
Rivière Beemer, murale historique composée de 20 Tacons Cailloux.
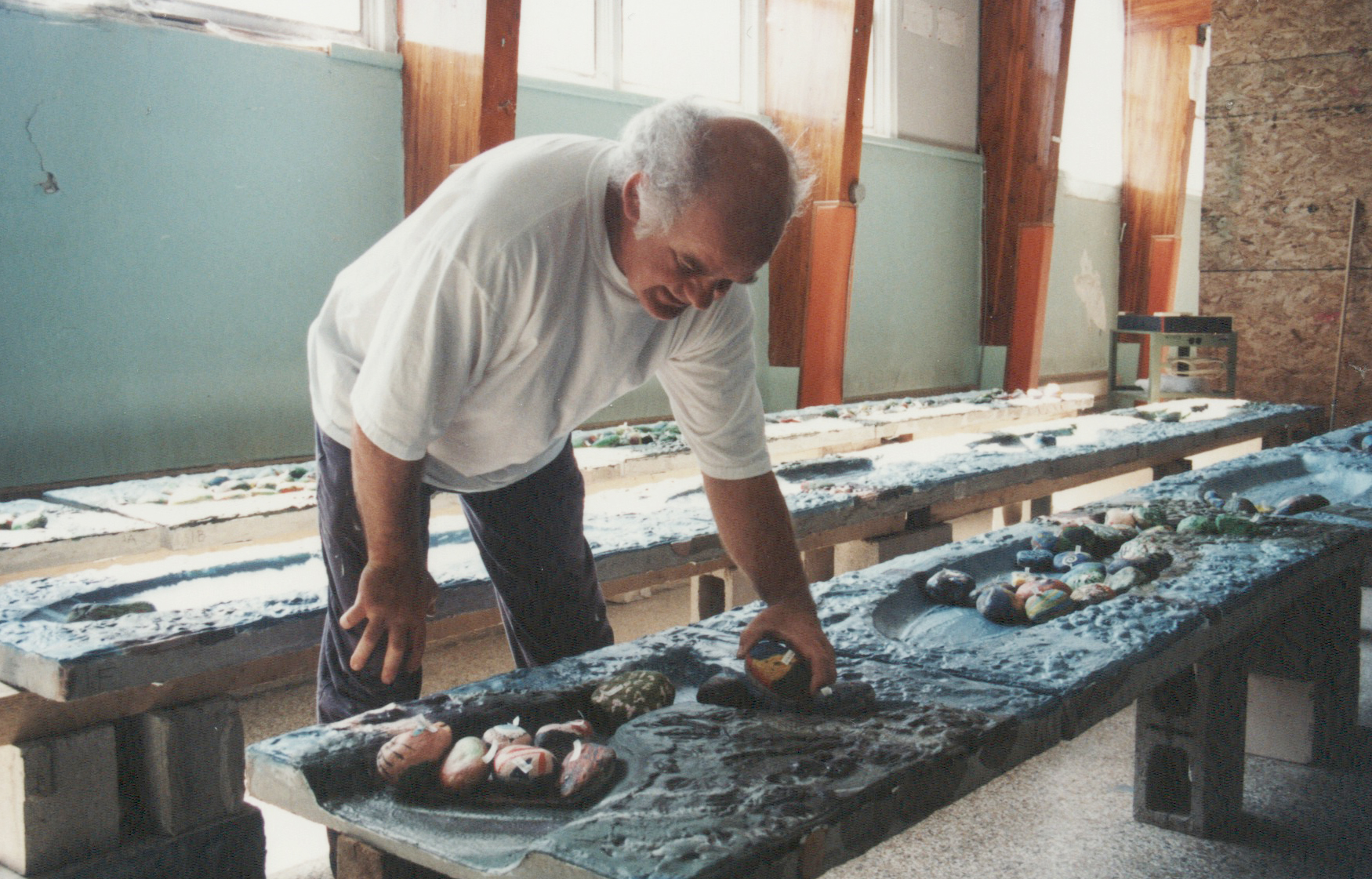
L'artiste Jocelyn Maltais plaçant des pierres peintes (alevins) dans un Tacon Caillou.

#### Tacon Commémoratif (1998 — 2003)
Le Tacon Commémoratif jumèle les notions de monumentalité commémorative et d’installation écologique. Il ne peut exister que par appropriation familiale locale comme mémoire collective. Le Tacon Commémoratif s’adresse à la mémoire des choses, c’est-à-dire à l’histoire qui, dans le continuum du temps, donne sens à l’actuel. Notre présence ici et maintenant prend sa source dans ce qu’on avait et était. Noms de familles d’hier, de familles d’aujourd’hui et de familles de demain sont et seront inscrits dans la pierre. Cette mémoire collective est à tout jamais vivante. Au centre du site commémoratif se trouve le Tacon Mère qui est orienté selon un axe nord-sud et c’est par un subtil jeu d’ombre et de lumière que se trace à un moment précis de l’année un cœur de lumière. Issu de la réflexion des rayons du soleil sur l'une des deux surfaces sphériques du monument, ce cœur de lumière est visible à l’équinoxe du printemps et à l'équinoxe d'automne et ce, pendant environ quinze jours. Le phénomène se déroule durant cinquante à soixante minutes à compter de 11h00 sur une surface et 14h00 pour l'autre surface au printemps et l'automne. Le monument s’inscrit dans le cycle de la nature, signe de vitalité et rite de passage. Le Tacon Mère est composé de deux éléments sculpturaux: un volume sphérique en béton-fibre supporté par une fourchette d’aluminium à double embranchement imbriquée dans une dalle emblématique de béton appelé tacon. La sphère contient en relief le nom des 60 municipalités du Saguenay—Lac-Saint-Jean en 1988. Chaque nom est placé de telle façon que deux ouananiches sont dessinées, l’une pointant vers le ciel, l’autre vers la terre. Cette disposition forme au centre un vide délimitant le Lac Saint-Jean et la rivière Saguenay. Le tacon est une dalle de béton incrustée de 60 pierres de granite noir stylisant la forme d’une ouananiche. Sur chacune des pierres de granite est inscrit le nom des parents et le nombre d'enfants formant leur famille. Les municipalités ayant un Tacon Commémoratif peuvent introduire de nouvelles familles à chaque année. On retrouve sur le territoire du Saguenay—Lac-Saint-Jean 3 Tacons Commémoratifs. Le premier dans le parc des Bâtisseurs de la municipalité de Larouche installé en 1995. Le deuxième dans le parc des Générations de la municipalité d'Alma installé en 1998,. Le troisième dans le parc des Héritiers de la municipalité de Labrecque installé en 2003,.

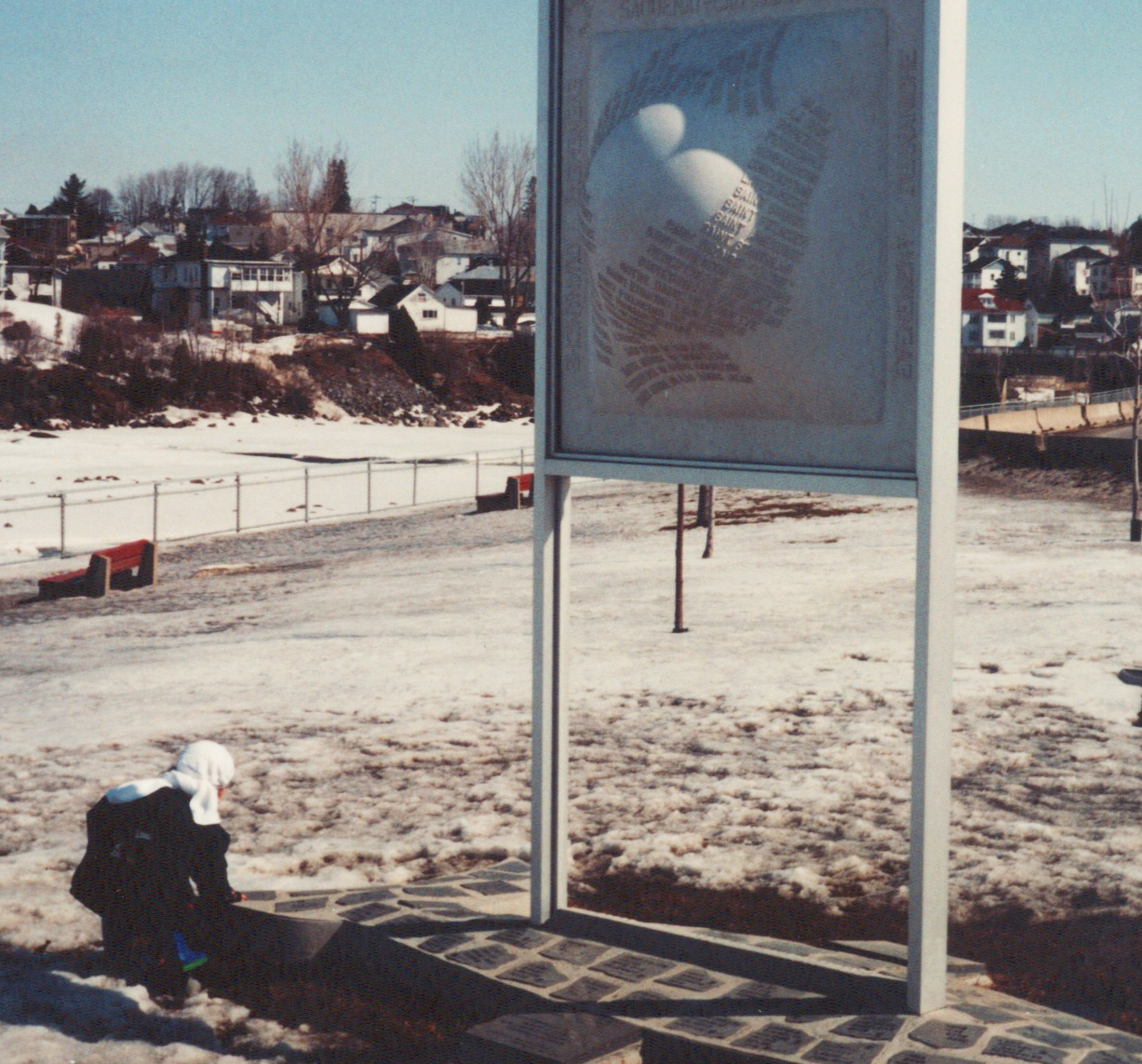
Tacon Commémoratif d'Alma au parc des Générations, 1998
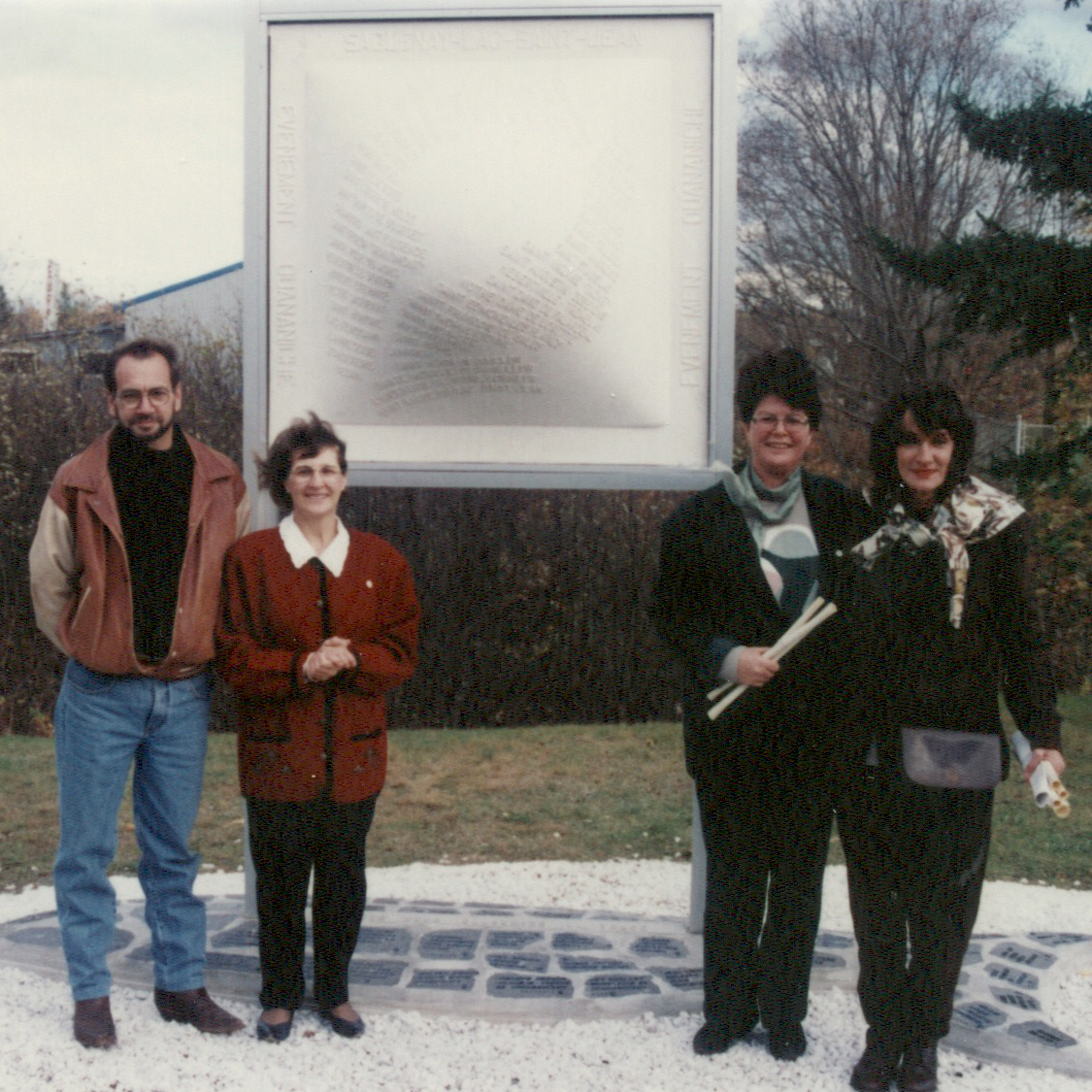
Tacon Commémoratif de Larouche au parc des Bâtisseurs, 1995
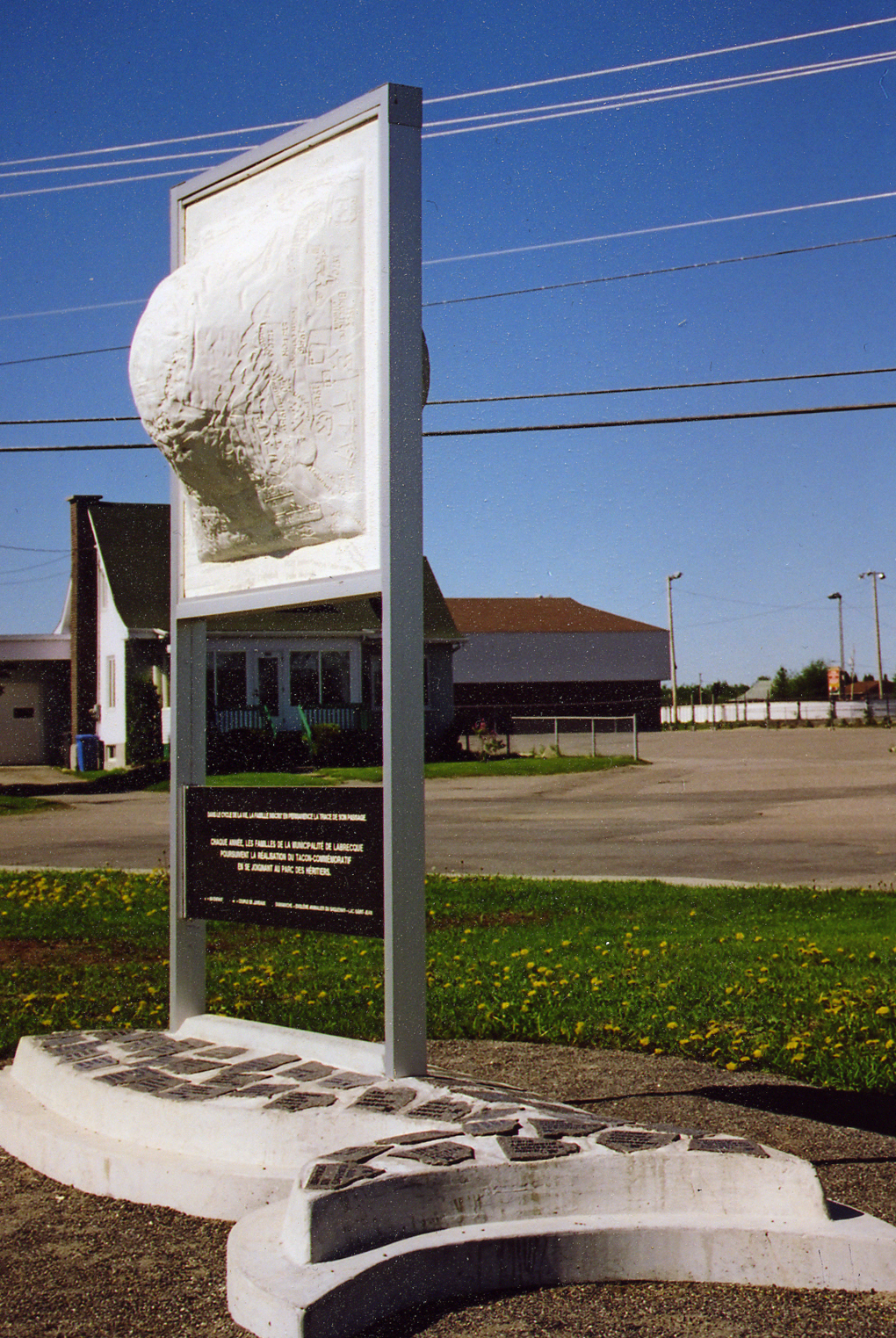
Tacon Commémoratif de Labrecque au parc des Héritiers, 2003.

#### Tacons Sites (1995 — 2013)
Un Tacon Site est une sculpture signal sur le territoire du Saguenay—Lac-Saint-Jean. Il prend la forme d’une ouananiche stylisée et est composé de roches empilées dans une cage métallique. Ce monument de pierres mesure 4 mètres de long par 2 mètres de large et 1 mètre de haut. Il est prévu d'implanter 60 Tacons Sites sur le territoire à tous les 5 kilomètres (une lieue) traçant le dessin de l’emblème animalier. La réalisation des Tacons Sites appartient aux acteurs sociaux de la région; ils ne peuvent exister que par une réalisation collective. C’est un geste engagé socialement et une activité à la fois esthétique et poétique qui est accomplie. Chaque Tacon Site prend son sens dans cette action posée et devient ainsi un lieu unificateur artistique célébrant un moment de solidarité et de fraternité. Le monument prend le nom de l’événement qu’il commémore,. Une telle signalétique étendue géographiquement sur plus de 300 km linéaires mesurant  140 km de long par  40 km de large implique dans sa réalisation, 60 villes et villages de la région Saguenay—Lac-Saint-Jean. Les Tacons Sites proposent un art de la place publique qui va au-delà du monument et de la sculpture environnementale éphémère. L'ensemble forme ce qu'il est convenu d'appeler: La Grande Marche des Tacons-Sites. Il s'agit d'un monument permanent éclaté à l'échelle du territoire du Saguenay—Lac-Saint-Jean, qui rayonne comme symbole formel unificateur et signe identitaire régional. Le Tacon Site est une sculpture environnementale par sa volonté de s’approprier un territoire et une sculpture sociale par son engagement dans la communauté. Il est possible de voir le dessin de la ouananiche sur l’ensemble du territoire en utilisant divers moyens et stratégies de visualisation. Les satellites peuvent détecter de petits dispositifs singuliers au sol. Ces technologies ont la capacité de retransmettre une image du tracé des Tacons Sites. Par sa présence sur le territoire, le Tacon Site joue le rôle de signal-mémoire, un peu comme les inukshuks plantés dans la toundra marquent des endroits stratégiques et significatifs pour l’Inuit.

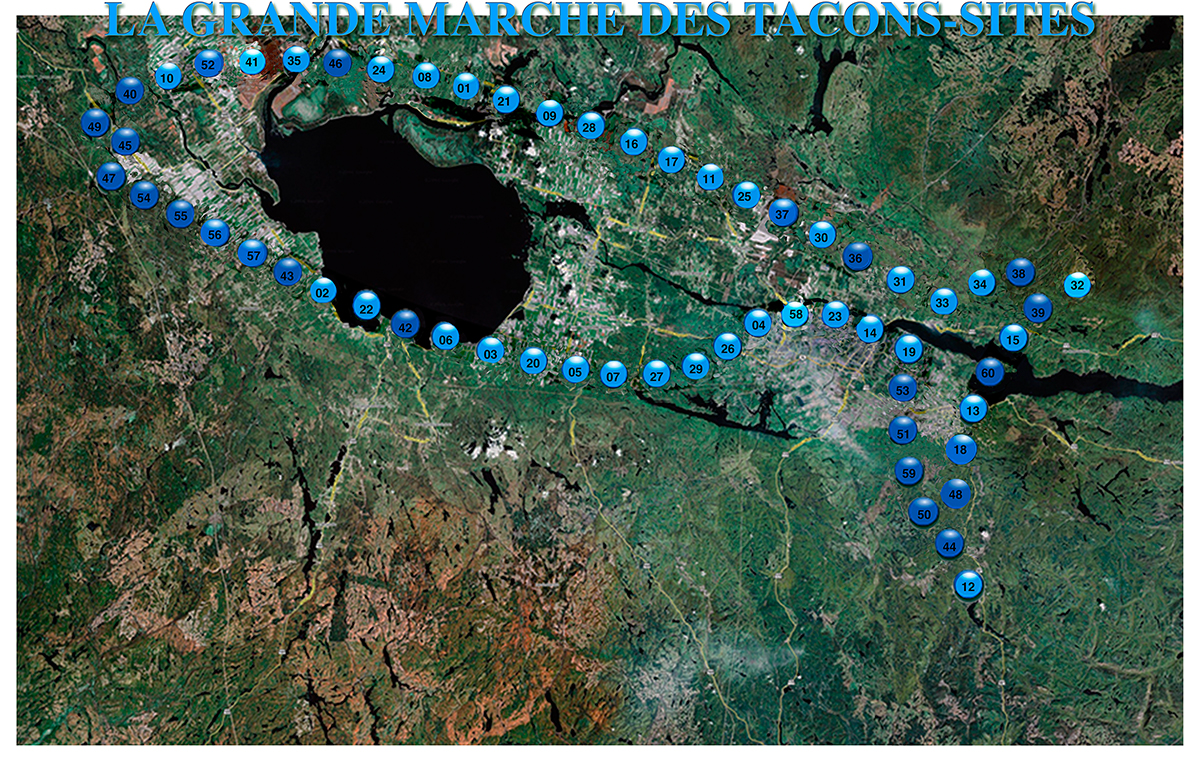
Superposition sur une image satellite Landsat du territoire Saguenay—Lac-Saint-Jean (Québec, Canada) des 60 sites traçant le dessin de l'emblème animalier où sont installés les Tacons Sites.
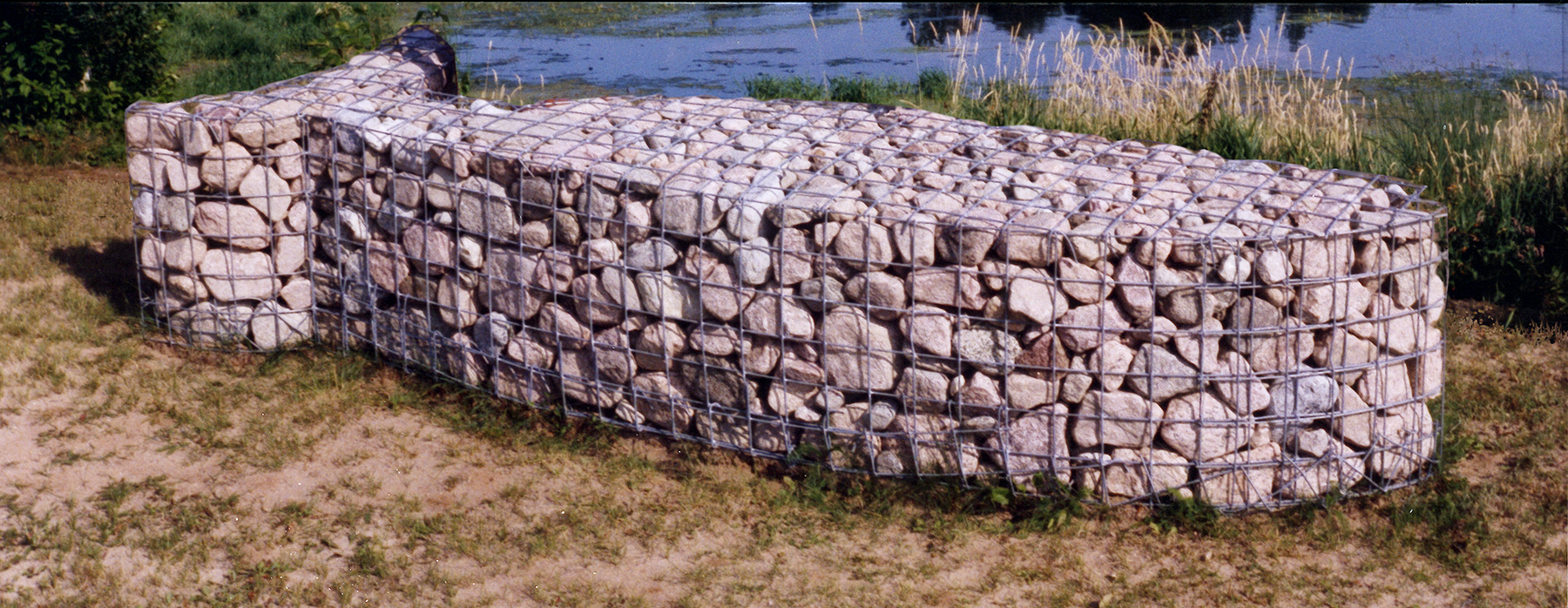
Tacon Site hors-série, il se trouve dans le rang des Iles de la municipalité de Saint-Gédéon, Québec, Canada, 1994.
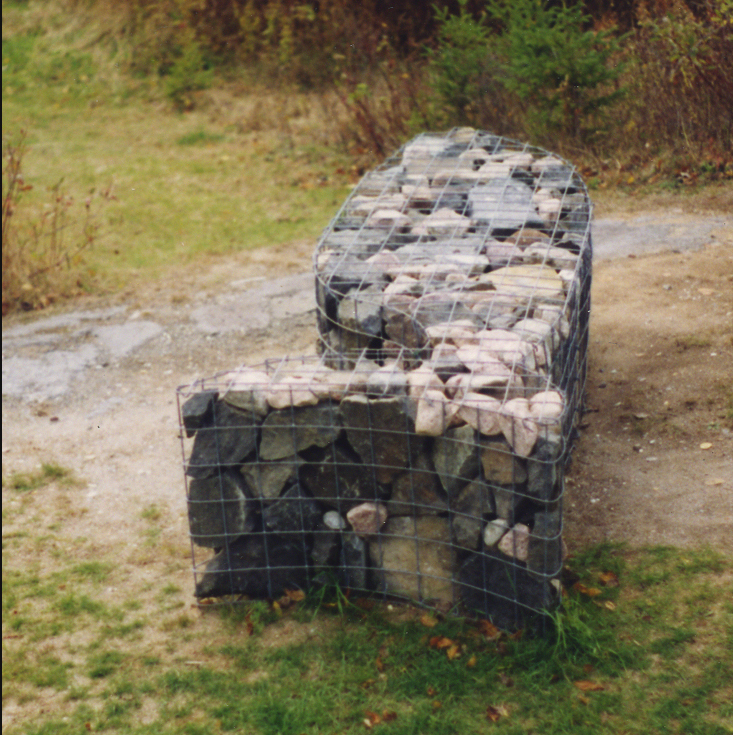
Tacon Site de l'Emblème Animalier, implanté à l'Île du Repos à Péribonka (Québec, Canada), 1995.

#### Tacon Forum (1992 — 2015)
Le Tacon Forum, c’est l’œuvre ouverte autant pour réaliser un grand rassemblement virtuel de tous les Jeannois et Saguenéens habitant une autre région du monde que pour l’inclusion d‘initiatives d’artistes dans le cadre d'Événement-Ouananiche. C’est un outil stratégique du duo d'artistes Interaction Qui. Tacon Forum est un lieu non structuré permettant à Interaction Qui de participer à des activités ponctuelles pouvant contribuer à l’avancement des concepts d’Événement-Ouananiche. Il y a ici interaction avec la collectivité et surtout écoute attentive, afin d’identifier les moments propices à une action performative. Tacon Forum est un lieu de création ouvert sur le monde, générateur de productions artistiques hors-circuit renouvelant le langage de l’art. Pour ce qui est des activités artistiques réalisées, une série d’interventions artistiques et médiatiques ponctuent l’évolution de Tacon Forum. Pensons à l’exposition Aonanch (1992) à l’Espace Virtuel à Chicoutimi, la figuration d’Interaction Qui dans le film L’Art n’est point sans Soucy de Bruno Carrière  (ONF, 1993), la participation à l’événement de Langage Plus Au Nom de la Terre (1997), tout comme l’inclusion du projet Manouane de l’artiste Pascal Bouchard (1996), l'exposition L'art, c'est toi itou (2001-2002), et les Toits itou (2001) , sur la véloroute des Bleuets (2001), les Ensemencements (2002) pour contrer la migration des jeunes vers les grands centres urbains, L'arbre, ce livre (2005) une œuvre en milieu de travail, solidaire des travailleurs forestiers, Affaires classées (2011), dénonçant les inégalités et les injustices sociales, Chasse aux Cannes Arts (2011), une action performative fondée sur le don et le contre-don et leur dernier Tacon Forum QUI se démantèle? (2015) un encan performatif de leur projet Place de l'emblème, l'Horloge vivante (2012 - 2015) sont des moments significatifs de l’esprit des Tacons Forums.

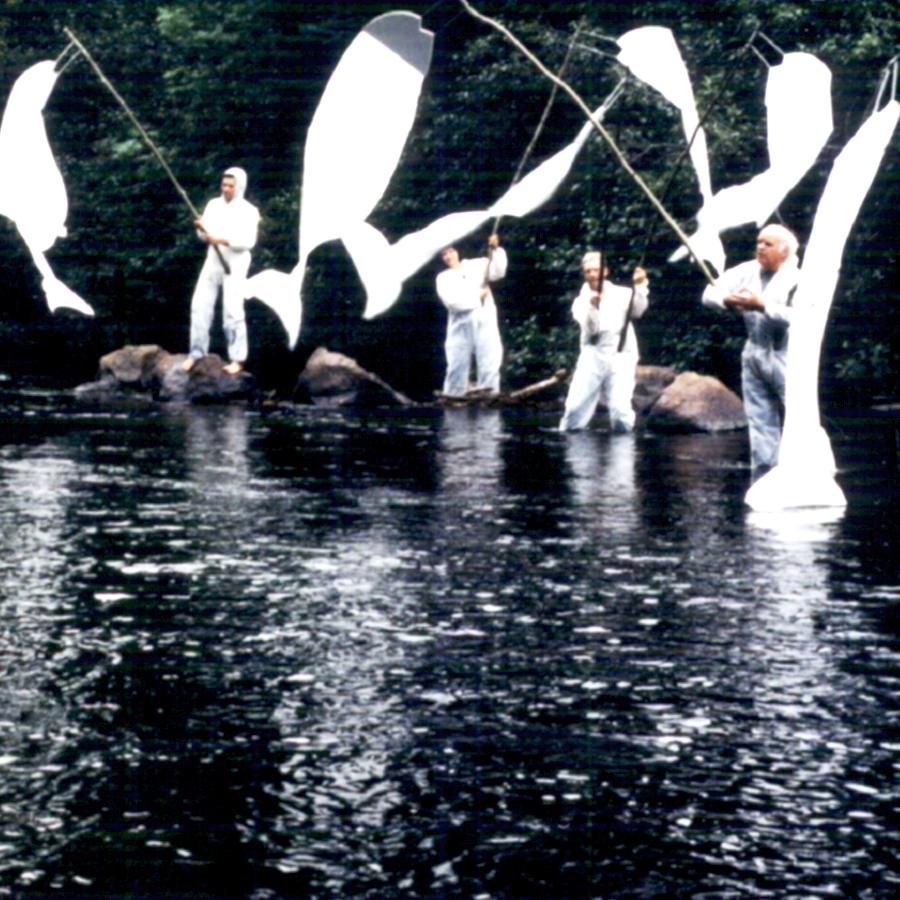
Vol de ouananiche fait une analogie entre la disparition de la ouananiche dans le lac Saint-Jean et la disparition des jeunes jeannois et saguenéens sur le territoire du Saguenay—Lac-Saint-Jean, 2002.
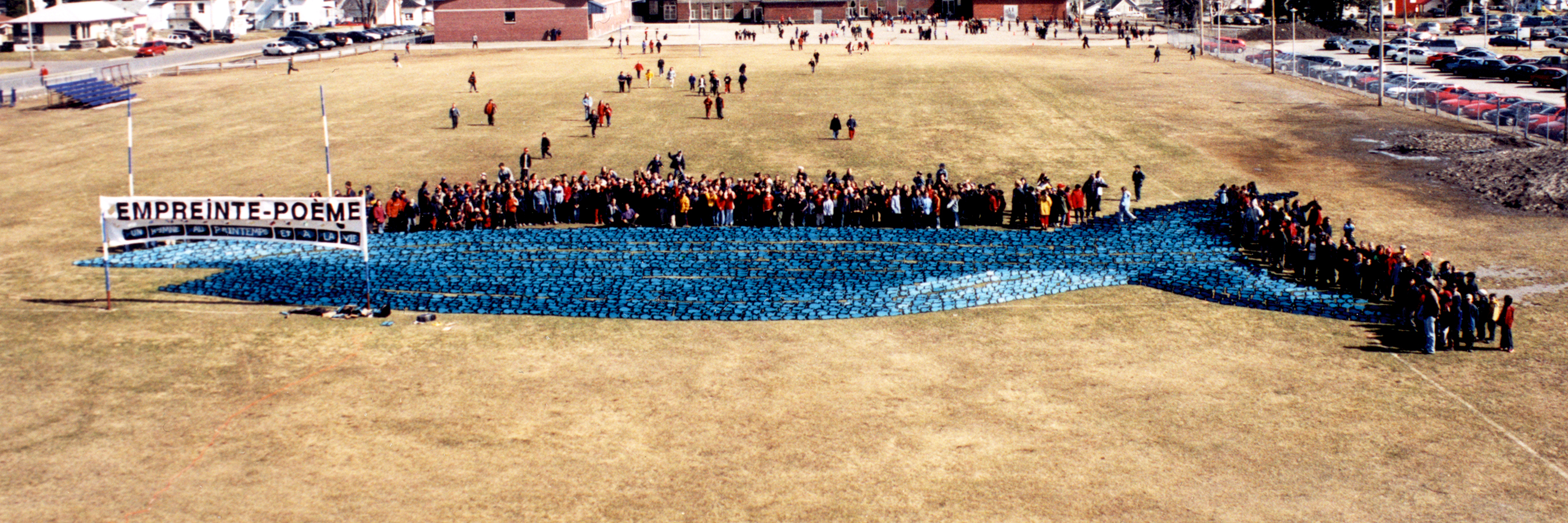
Installation d'une grande ouananiche à l'aide de 5 000 Tacons Bleus et écriture d'un poème au printemps, 2002
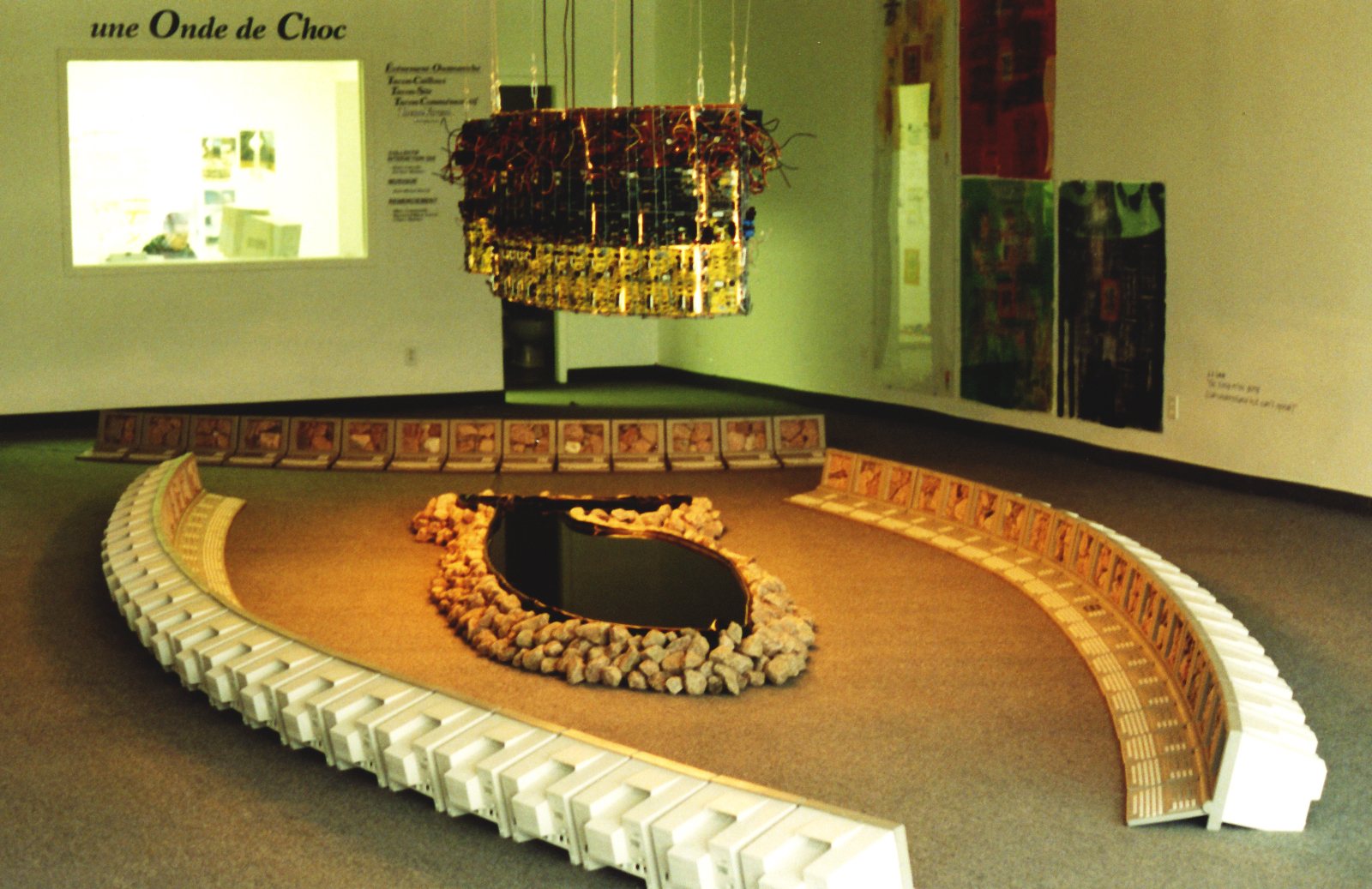
Installation interactive et télématique « Pierres en réseau » réalisée par Interaction Qui dans le cadre d'un événement artistique écologique « Au nom de la terre » produit par Langage Plus à Alma (1997).

## Conférences
L'art et la culture pour un développement durable des communautés rurales.
- « Partie 1 », sur youtube.com (consulté le 5 mai 2016)
- « Partie 2 », sur youtube.com (consulté le 5 mai 2016)
- « Partie 3 », sur youtube.com (consulté le 5 mai 2016)
- « Partie 4 », sur youtube.com (consulté le 5 mai 2016)

« L'art social, un nouveau système artistique. : TEDxSainteMarie. », sur youtube.com (consulté le 5 mai 2016)

## Reconnaissance
- Citoyen de la culture, prix décerné par l'organisme Les Arts et la Ville (2007)[75]
- Contribution organisme Saguenay—Lac-Jean, prix décerné par l'organisme Culture Saguenay—Lac-Saint-Jean (2015)[76]